# Pedro de la Rosa
Vous lisez un « article de qualité » labellisé en 2015.
Pedro de la Rosa, est un pilote automobile espagnol né le 24 février 1971 à Barcelone. Auteur de 105 départs en Formule 1 entre 1999 et 2012, il obtient un podium lors du Grand Prix de Hongrie 2006.
Pedro de la Rosa fait ses débuts en monoplace en 1989. Après plusieurs titres de champion dans diverses formules de promotion, il s'exile au Japon, en quête de nouveaux titres et de budget. Sacré champion de Formula Nippon en 1997, il devient pilote-essayeur d'Arrows en Formule 1 l'année suivante. Lors du Grand Prix d'Australie 1999, il fait ses débuts officiels en Formule 1 et inscrit le seul point de la saison de son équipe. L'année suivante, resté chez Arrows, il est dominé par son coéquipier. Pour la saison 2001, non conservé par Arrows, il rejoint Jaguar Racing où il est régulièrement l'égal de son coéquipier plus expérimenté. Il entretient toutefois avec lui des relations tendues et est remplacé fin 2002, après une saison sans aucun point.
Non reconduit par son écurie, Pedro de la Rosa devient pilote-essayeur pour McLaren Racing en 2003. Il reste au sein de l'écurie britannique lors des saisons suivantes et participe au Grand Prix de Bahreïn 2005 et à la deuxième moitié de la saison 2006. Après avoir obtenu son unique podium dans la discipline, il redevient pilote-essayeur McLaren jusqu'en 2010.
Pedro de la Rosa redevient titulaire en 2010 avec BMW Sauber F1 Team. Largement dominé par son coéquipier débutant, il est remplacé après le Grand Prix d'Italie. En 2011, il rejoint à nouveau McLaren comme pilote-essayeur, puis effectue une pige pour Sauber au Grand Prix du Canada. En 2012, à 41 ans, il signe avec la modeste écurie espagnole, HRT Formula One Team. L'équipe est liquidée à la fin de la saison et de la Rosa devient pilote d'essai pour la Scuderia Ferrari jusqu'en 2014.
Parallèlement à ses activités de pilote, de la Rosa a été président du Grand Prix Drivers' Association de 2008 à 2010 et de 2012 à 2014. En 2018, il devient conseiller sportif et technique pour DS Techeetah en Formule E.

## Biographie

### Enfance et débuts en sport automobile
Né à Barcelone le 24 février 1971, Pedro de la Rosa est issu d'une famille d'aristocrates espagnols. À l'âge de six ans, il découvre le monde de la compétition avec le karting. À douze ans, il se passionne pour les automobiles radio-commandées et rencontre un certain succès en compétition en étant titré champion européen en 1983 et 1984 sur Yankee, une marque française de voiture radio-commandées en 1:8 off-road, et en obtenant la deuxième place en 1986 à Grenoble lors des premiers championnats mondiaux sur un modèle Garbo,.
Après un bref retour en karting en 1988, il débute en sport automobile en 1989 en championnat d'Espagne de Fiat Uno où il est titré. Ce titre lui vaut d'être soutenu par la fédération espagnole au sein du projet Racing for Spain destiné à favoriser l'émergence des meilleurs espoirs espagnols au plus haut niveau,.
En 1990, il part en Angleterre et participe au championnat britannique de Formule Ford 1600 ; il est sacré champion dès sa première année,. Quatrième du championnat de Formule Renault en 1991, il devient la saison suivante champion de Grande-Bretagne de Formule Renault et d'Europe.
Les deux années suivantes, il dispute le championnat de Grande-Bretagne de Formule 3 mais réalise des performances décevantes et anonymes notamment à cause d'un équipement et d'une voiture dépassés. Comme nombre de ses pairs en quête de succès et de budget pour poursuivre leur carrière, de la Rosa s'exile au Japon à partir de 1995 pour rejoindre le championnat du Japon de Formule 3. Au sein de la formation Toyota TOM'S, il remporte très largement le championnat avec un total de huit victoires pour neuf courses disputées.
L'année suivante, toujours au Japon, il intègre la Formula Nippon ; après une saison d'apprentissage où il termine huitième, il remporte le titre en 1997 avec quasiment le triple de points que le vice-champion. La même année, il participe au Super GT avec Michael Krumm et remporte le titre, de justesse, devant Masami Kageyama. Les Japonais le surnomment dès lors Nippon Ichi, le « numéro 1 du Japon ».
Fort de ces nombreux succès, Pedro de la Rosa revient en Europe tenter sa chance en Formule 1.

### Carrière en Formule 1

#### 1998: pilote essayeur chez Jordan
Prétendant au poste de pilote-essayeur chez Williams F1 Team en remplacement du Français Jean-Christophe Boullion, puis au poste titulaire au sein de la Scuderia Minardi pour 1998, il ne s'avère finalement pas intéressé, craignant qu'un passage au sein la petite équipe italienne, abonnée au fond de grille, n'entache sa future carrière,. Grâce à ses succès japonais, de la Rosa obtient le soutien de Honda et du pétrolier espagnol Repsol et devient pilote-essayeur de l'écurie irlandaise Jordan Grand Prix pour la saison 1998,,.

#### 1999: première saison catastrophique chez Arrows

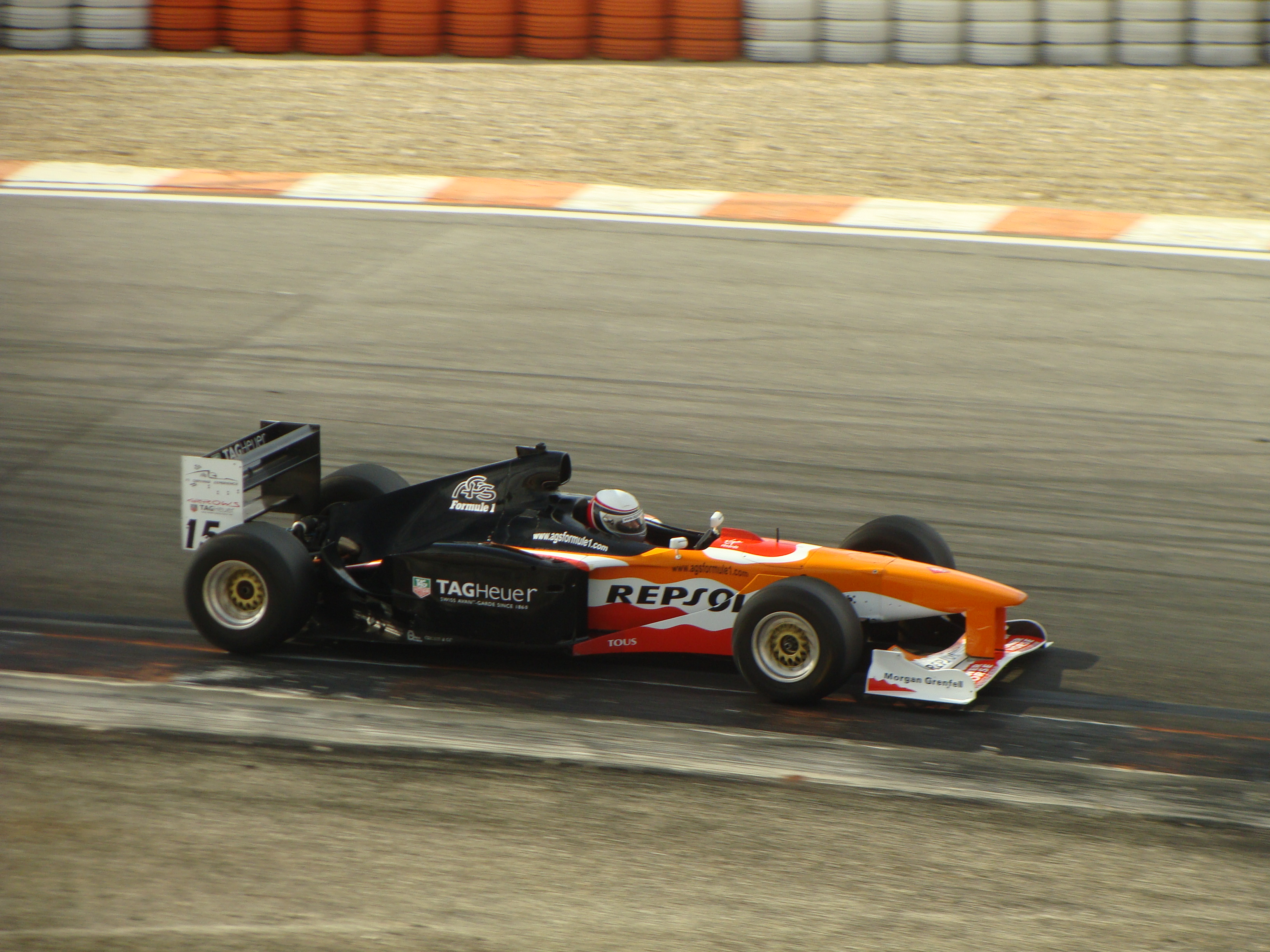
Lors de la saison 1999, Pedro de la Rosa pilote l'Arrows A20 (ici, en démonstration, en 2012).

Bien qu'ayant effectué plus de 4 500 kilomètres de tests au cours de la saison, notamment pour développer les moteurs Honda, de la Rosa n'est pas titularisé par Eddie Jordan pour la saison suivante. L'Espagnol, en lice pour un volant chez Minardi, rejoint alors Arrows en tant que titulaire pour la saison 1999 grâce à son « savoir-faire et son expérience » conjugués au soutien inconditionnel de Repsol qui devient le sponsor-titre de l'équipe en manque de budget,,. De la Rosa pilote donc une Arrows A20 propulsée par un moteur Arrows A20E qui n'est en fait qu'un moteur Hart de la saison précédente rebadgé. Le manque de développement du châssis et du moteur contraint l'écurie britannique à lutter avec Minardi en qualifications tout au long du championnat 1999.
Dès son premier Grand Prix, en Australie, de la Rosa, dix-huitième sur la grille de départ, profite des multiples abandons dus à des problèmes de fiabilité de ses concurrents, récurrents lors de la première course de la saison, et termine sixième, marquant ainsi le premier point de sa carrière ; l'Espagnol se montre néanmoins déçu car il visait le podium. Il devient cependant le premier Espagnol à marquer un point en Formule 1 depuis Luis Pérez-Sala au Grand Prix de Grande-Bretagne 1989. La suite de la saison s'avère plus compliquée pour le novice qui connaît trois abandons successifs dus à une Arrows A20 peu fiable. Au Grand Prix du Brésil, il est victime d'une panne hydraulique alors qu'il était huitième. Il s'accroche ensuite avec Alexander Wurz en début de course à Saint-Marin alors qu'il lutte pour la dix-septième place. Vingt-et-unième et avant-dernier des qualifications à Monaco, devancé d'une seconde par son coéquipier Toranosuke Takagi, il reste en queue de peloton durant toute la course et abandonne à cause d'un problème de boîte de vitesses,.
Pour son premier Grand Prix national, marqué par de nombreux abandons, de la Rosa part de la dix-neuvième place pour terminer onzième et avant-dernier, à trois tours du vainqueur Mika Häkkinen (McLaren), juste devant Takagi, et à un tour du dixième de l'épreuve, Alexander Wurz (Benetton Formula),. Après un problème de transmission qui l'oblige à abandonner au vingt-deuxième tour du Grand Prix du Canada, il obtient la onzième et dernière place en France, à un tour des autres pilotes classés,. Pour Arrows, ce Grand Prix laisse un goût amer car Takagi est disqualifié pour avoir utilisé les pneus pluies destinés à de la Rosa.
De nouveaux problèmes de fiabilité perturbent l'Espagnol plus tard dans la saison. En Grande-Bretagne, vingtième des qualifications, devançant seulement les Minardi, il reste bloqué sur la grille de départ à cause d'une boîte de vitesses défectueuse,,. En Autriche, il abandonne après un tête-à-queue au trente-huitième tour, alors qu'il luttait en dix-septième position et, en Allemagne, il sort de la piste et s'encastre dans les barrières de protection alors qu'il défendait sa onzième et avant-dernière place face à la Minardi de Luca Badoer,,,.
Durant l'été, des rumeurs font état du rachat de la Scuderia Minardi par un consortium espagnol réunissant Telefónica (spécialisé dans les télécommunications et commanditaire de l'écurie) et Repsol qui soutient de la Rosa. Minardi, qui rencontre des difficultés financières pour acquérir un moteur Supertec ou Ferrari rebadgé pour la saison 2000, serait amenée à déménager de son usine de Faenza pour de nouveaux locaux à Barcelone. La nouvelle écurie, entièrement espagnole, recruterait Joan Villadelprat, directeur de Benetton Formula, ainsi que les pilotes Marc Gené et de la Rosa, poussé par son agent Julian Jakobi à rejoindre le projet, estimant que l'Espagne est un marché commercial au potentiel considérable que la Formule 1 se doit d'exploiter. Le projet ne voit finalement pas le jour,.
La fin de la saison est désastreuse pour Arrows et de la Rosa, désormais quasiment toujours battus par les pilotes Minardi en qualifications et souffrant d'une piètre fiabilité. En Hongrie, de la Rosa, vingtième des qualifications à quatre dixièmes de Badoer, termine quinzième, à deux tours du vainqueur Mika Häkkinen,. En Belgique, sur le circuit de Spa-Francorchamps, l'Espagnol, dernier des qualifications et rendant cinq dixièmes à Takagi, qui devance les pilotes de l'écurie de Faenza, abandonne à neuf tours de la fin à cause d'un souci de transmission alors qu'il se trouvait au fond du peloton,. Bien que, sur le rapide tracé de Monza en Italie, de la Rosa se qualifie vingt-et-unième devant Takagi, les deux pilotes Arrows rendent près d'une seconde à la Minardi M01. Dernier tout au long de l'épreuve, il abandonne au trente-cinquième tour à cause de sa suspension,. Au Nürburgring pour le Grand Prix d'Europe, vingt-deuxième et dernier des essais qualificatifs et devancé de trois dixièmes de seconde par son coéquipier, il casse sa boîte de vitesses à douze boucles de l'arrivée,. En Malaisie, il devance de près d'une seconde Badoer et Takagi en qualifications mais son moteur casse à mi-course,. Lors du dernier Grand Prix de la saison, au Japon, il franchit la ligne d'arrivée en treizième et dernière position, à deux tours d'Häkkinen et un tour du douzième de l'épreuve, Ricardo Zonta, alors qu'il s'est élancé de la vingt-et-unième place,. De la Rosa se classe dix-huitième du classement des pilotes avec un point, le seul de son écurie. Le journaliste Lionel Froissart définit les deux pilotes de l'écurie Arrows comme « trop tendres » sur cette saison 1999.

#### 2000: dernière saison chez Arrows
Pour la saison 2000, Tom Walkinshaw, propriétaire d'Arrows, confirme de la Rosa à son poste de titulaire, le pilote espagnol apportant environ huit millions de dollars par saison à l'écurie via Repsol. Son coéquipier Toranosuke Takagi est remplacé par Jos Verstappen. Pour le premier Grand Prix de la saison, en Australie, les deux Arrows se classent douzième, avec de la Rosa, et treizième avec Verstappen,. Ces premiers résultats, avec une voiture supposée plus rapide, sont considérés comme décevants par certains spectateurs. La course se termine dès le sixième tour pour de la Rosa qui s'accroche avec la Jaguar Racing d'Eddie Irvine, casse sa suspension avant et détruit sa voiture après avoir percuté un mur du circuit,,. Cet accident entraîne l'intervention de la voiture de sécurité. Son coéquipier rencontre également un souci au niveau de sa suspension et, après une discussion entre l'équipe et de la Rosa, rentre aux stands pour éviter la perte d'une deuxième voiture. Classé seizième aux qualifications au Brésil, à deux places de Verstappen, la paire parvient à faire une belle remontée et l'espagnol est même sixième au trente-septième tour de course. La suite est plus difficile pour les deux pilotes mais de la Rosa prend la huitième place, derrière Verstappen. Il prend un mauvais départ à Saint-Marin et perd quelques places. Néanmoins, les Arrows parviennent à se mettre en valeur, selon Lionel Froissart, effectuant de nombreuses attaques. Durant cette course, de la Rosa doit se battre avec un problème au niveau de sa boite de vitesses et est victime d'une sortie de piste, conséquence d'une rupture de suspension au quarante-neuvième tour,,. En Grande-Bretagne, il se qualifie en fond de grille, en dix-neuvième position, après avoir fait une erreur lors de son tour destiné à être le plus rapide, l'empêchant de viser plus haut sur la ligne de départ. Le jeune coureur déclare cependant que la voiture est bonne et reconnaît son erreur. Il se fait distancer par Jos Verstappen qui réalise le huitième meilleur temps. Positionnées aux deux extrémités du peloton, les deux monoplaces sont les premières à abandonner, sur panne électrique.

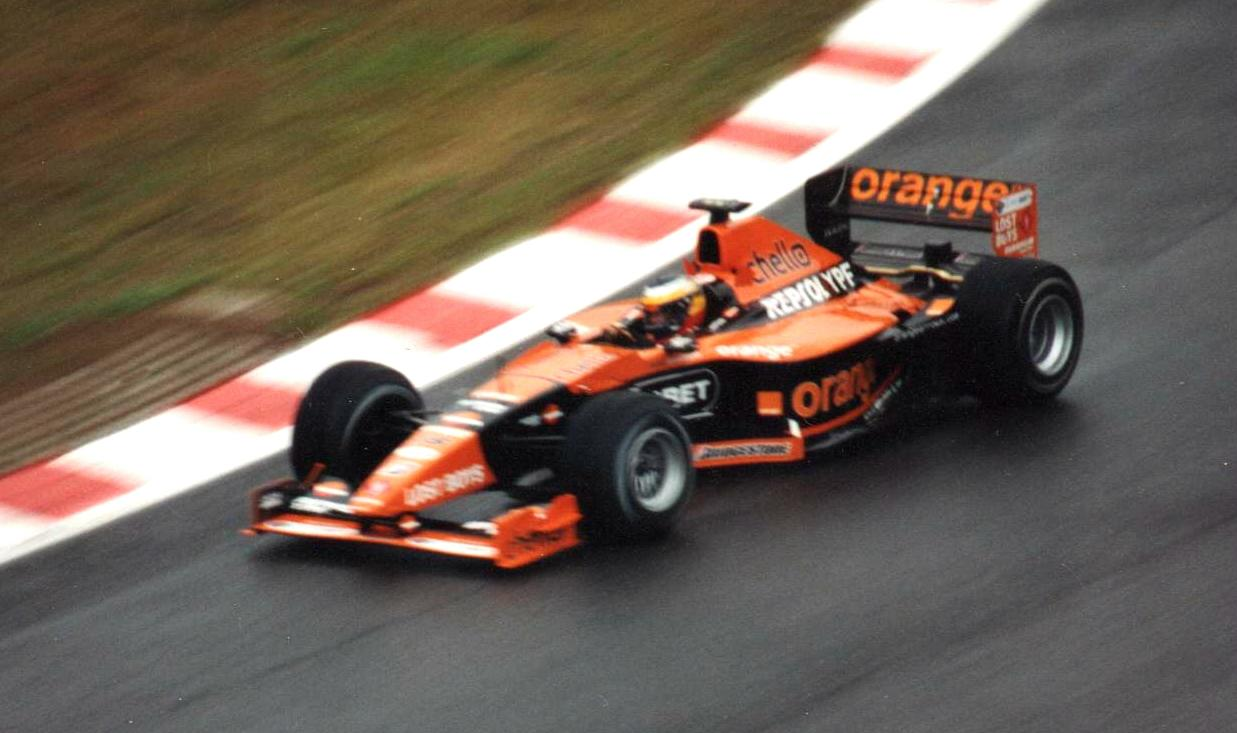
Pedro de la Rosa sur Arrows au Grand Prix de Belgique 2000.

Au Grand Prix d'Espagne, de la Rosa place sa voiture sur la neuvième place de la grille de départ mais son temps de qualification est annulé par les commissaires de course car il a utilisé un carburant non-conforme à la réglementation ; il doit donc s'élancer de la dernière place,. Dans le deuxième tour, il tente un dépassement sur Jean Alesi sur Prost ; les deux voitures se touchent et terminent leur course hors-piste,. De la Rosa accuse Alesi de l'avoir « bloqué comme un fou » pensant que le Français « ne l'a peut-être pas vu dans ses rétros, sans doute trop concentré à essayer de maintenir sa voiture sur la piste ». Lionel Froissart penche plutôt pour une erreur du jeune pilote et écrit, un an après l'accident, que « de la Rosa [s'est] emmêlé les roues avec la Prost de Jean Alesi ».
Deux semaines après cet accident, de la Rosa prend la douzième place lors des qualifications du Grand Prix d'Europe à une dixième de seconde de Verstappen qui se classe juste derrière lui. Il parvient à rivaliser avec les autres pilotes et à monter jusqu'au troisième rang de la course, il retombe toutefois au sixième lors d'un arrêt au stand et obtient son premier point de la saison, le premier de l'écurie en 2000, en terminant sixième, à un tour du vainqueur Michael Schumacher,. Il ne confirme pas à Monaco. Il accidente sa voiture lors des qualifications et continue la séance dans une autre monoplace. Un « bruit strident assourdissant » émanant de sa boite de vitesses se déclare lors de son dernier tour et rentre aux stands, ne pouvant faire mieux qu'une seizième place sur la grille. Lors du tour de chauffe, le matin de la course, il encastre sa voiture contre un mur du circuit dans les dernières secondes de la session. L'après-midi, au premier départ de cette course, il est percuté par Jenson Button alors que l'espagnol tentait de le dépasser dès le premier tour. Pour le second départ, Arrows pense donner, à nouveau, la voiture de remplacement à de la Rosa mais celle-ci n'est pas réparée à la suite du choc du matin même de la course ; il est obligé de déclarer forfait. Au Canada, de la Rosa, neuvième des qualifications, réalise en course des dépassements sur Ricardo Zonta et Jarno Trulli puis, durant une grande partie de l'épreuve, lutte contre Jacques Villeneuve parmi les dix premiers. À cause d'une mauvaise stratégie l'amenant à s'arrêter aux stands à de maintes reprises, il chute en quinzième position puis s'accroche avec Pedro Diniz,. De la Rosa affirme après le Grand Prix que Diniz « l'a poussé dans l'herbe, un geste très dangereux de sa part ». En France, il doit changer une nouvelle fois de voiture en qualifications du fait d'un problème électrique. Démarrant à la treizième place, il quitte la course prématurément à cause d'une transmission défectueuse au quarante-cinquième tour,. Pour le Grand Prix d'Autriche, il se montre mécontent de sa performance lors des qualifications, douzième, à deux places de son coéquipier. Il parvient à disputer la sixième place avec Mika Salo et Rubens Barrichello mais rentre au stand, jugeant « inconduisible » son Arrows A21. Il abandonne finalement à cause de sa boîte de vitesses.
Au Grand Prix d'Allemagne, il crée la surprise avec une cinquième place en qualifications à bord de sa voiture de remplacement après un problème au niveau du moteur lors des essais libres. Il fait une bonne course jusqu'à ce que la pluie fasse son apparition. Il commet une erreur et fait une sortie de piste dans le gravier. Après un passage par les stands, il revient en course mais perd quelques secondes. Il termine sixième de la course et marque son deuxième point au championnat,. De la Rosa est le seul qui utilise des pneus durs lors des qualifications du Grand Prix de Hongrie et décroche le quinzième temps, à moins d'une seconde de Jos Verstappen. Dès le départ, son Arrows et la Bar de Jacques Villeneuve entrent en contact, faisant perdre l'aileron avant du canadien. L'espagnol se traîne et termine bon dernier, à quatre tours de Mika Häkkinen,. Le Grand Prix de Belgique est également difficile. Après une seizième place en qualifications, de la Rosa est sanctionné par une pénalité de type Stop-and-go de dix secondes, qu'il purge au treizième tour. Du fait d'un épais brouillard, la course démarre sous le régime de la voiture de sécurité. Pedro Diniz part en tête-à-queue juste devant lui et le pilote le dépasse. Jugeant la manœuvre dangereuse pour lui ainsi que les autres pilotes, les commissaires de courses décident de le sanctionner. Cette pénalité relègue l'Espagnol à l'arrière de la course et il termine avant-dernier.
Lors du Grand Prix d'Italie, un accident impliquant plusieurs voitures, dont celle de l'Espagnol, entraîne la mort du pompier volontaire Paolo Ginslinberti, touché à la tête par une roue,. La voiture de la Rosa fait plusieurs tonneaux, endommageant son casque, avant de s'arrêter près de la monoplace de Rubens Barrichello,. Le substitut du procureur de Monza, Salvatore Dell Omol, ordonne l'ouverture d'une enquête après la mort de Ginslinberti et la saisie de la monoplace du pilote,. Finalement, il apparaît que c'est la roue arrière-gauche de la Jordan de Jarno Trulli qui a tué le pompier. De la Rosa subit un examen médical afin de vérifier son aptitude physique pour pouvoir participer au Grand Prix suivant, aux États-Unis. Il participe à ce Grand Prix. En qualifications, il déclare avoir été gêné par une Jaguar lors de son dernier tour et qu'il a fait une erreur ne le mettant pas dans les meilleurs positions. Il se classe dix-huitième, bien loin de son coéquipier, qui prend la treizième place sur la grille. Pendant la course, il pousse en dehors du circuit Eddie Irvine qui prend ensuite la direction des stands, sans gravité. De la Rosa parvient à figurer au septième rang avant d'abandonner, à nouveau à cause de sa boîte de vitesses. Au Japon, de nouveaux soucis mécaniques frappent l'espagnol lors des qualifications mais il parvient à prendre la treizième place. En course, il cause des soucis à Hakkinen qui tente de le dépasser pour lui prendre un tour, et lui faisait perdre une seconde. En fin de course, il se montre performant, dépassant Jarno Trulli et Fisichella, et son équipe réalise des arrêts au stand rapides. Il termine douzième,. Il termine sa saison, en Malaisie, par une quatorzième place en qualifications et un abandon, dès le premier tour, après un accrochage avec plusieurs voitures,. De la Rosa se classe quinzième place du classement des pilotes avec deux points. Le journaliste Lionel Froissart admet désormais que de la Rosa « ne manque jamais une occasion de se mettre en évidence ».

#### 2001: litige avec Prost et première saison chez Jaguar

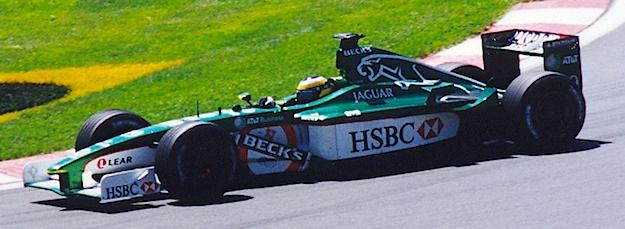
Pedro de la Rosa au volant de la Jaguar R2 lors du Grand Prix du Canada 2001.

Début 2001, alors que Pedro de la Rosa semble devoir disputer sa troisième saison chez Arrows, l'écurie entre en conflit avec Repsol quant à la place à accorder au commanditaire espagnol sur la monoplace, et met un terme à son contrat fin janvier, au profit du Brésilien Enrique Bernoldi. Le pétrolier espagnol, annoncé comme rejoignant la Scuderia Minardi avec de la Rosa, se retire finalement de la Formule 1,,.
Début février, Alain Prost engage de la Rosa comme pilote-essayeur pour Prost Grand Prix pour deux saisons dans l'optique de remplacer à terme l'Argentin Gastón Mazzacane,,. Lors d'essais sur le circuit d'Estoril, il surclasse son coéquipier.
Alors qu'il vient juste de rejoindre l'écurie française, il signe un autre contrat de pilote-essayeur avec Jaguar Racing pour une durée d'une saison. Prost menace d'engager des poursuites vis-à-vis du pilote et de Jaguar tandis que de la Rosa affirme n'être qu'en négociation avec Prost alors que Jaguar lui a proposé une meilleure offre. Avant le Grand Prix de Saint-Marin, Alain Prost propose à Niki Lauda, responsable de Jaguar, de laisser de la Rosa cumuler les rôles de titulaire (à la place de Luciano Burti) chez Jaguar et d'essayeur chez Prost Grand Prix, ce que l'Autrichien refuse. Titularisé à partir du Grand Prix d'Espagne, l'Espagnol est fraîchement accueilli par son coéquipier Eddie Irvine qui déclare regretter le départ de Burti. De la Rosa réplique n'avoir pas le même tempérament que l'Irlandais et conclut en affirmant n'avoir « jamais eu de problème avec ses équipiers et qu'il n'y a pas de raison que ce soit différent avec Eddie ». Pour autant, Eddie Irvine et Pedro de la Rosa entretiendront des relations très difficiles durant toute la saison.
Les premiers Grands Prix de la Rosa chez Jaguar se passent mal. En Espagne, lors des essais, il entre en contact avec un mur à la sortie des stands. Il prend la voiture de remplacement d'Eddie Irvine mais ne se sent pas à l'aise dans cette monoplace. De la Rosa se classe à la vingtième place des qualifications, très loin de son coéquipier qui pointe au treizième rang. Au sixième tour, il s'accroche avec la Jordan d'Heinz-Harald Frentzen et les deux pilotes abandonnent au niveau du virage 10 du circuit,. Sa mécanique le trahit lors des deux courses suivantes. Au Grand Prix d'Autriche, il doit abandonner du fait d'un problème de transmission au quarante-neuvième tour d'une course décevante pour les Jaguar,. À Monaco, quatorzième aux qualifications, il est distancé par Eddie Irvine qui signe le sixième temps. Pendant la course, alors qu'il est dixième, il est victime d'une panne hydraulique et abandonne,. Ensuite, au Grand Prix du Canada, il finit sixième et inscrit son premier point de la saison 2001 après avoir démarré à la quatorzième place sur la grille de départ,. De la Rosa, seizième sur la grille, à plus d'une seconde de son coéquipier, se bat lors du Grand Prix d'Europe et remonte jusqu'au huitième rang, derrière son coéquipier, après une longue bagarre avec Jacques Villeneuve,,. Après une bonne séance de qualifications en France qui le fait néanmoins prendre le quatorzième rang, il conserve cette position à la fin de la course,. Il signe le neuvième meilleur temps de cette épreuve. Lors des qualifications du Grand Prix de Grande-Bretagne, il se classe treizième, deux positions devant Irvine. Sa course est entachée par un problème au niveau de son système de ravitaillement et il est obligé de s'arrêter à deux reprises, à son stand, pour régler ce souci. Le pilote de l'écurie Jaguar termine finalement douzième, à deux tours du vainqueur Häkkinen. À la fin du mois de juillet 2001, il réalise le neuvième temps des qualifications en Allemagne, se classant, une nouvelle fois, devant Eddie Irvine. Néanmoins, lors du départ, il se met sur la trajectoire de la Sauber de Nick Heidfeld, à la première chicane, et se fait percuter par l'Allemand. Les deux hommes abandonnent. L'Espagnol s'excuse de cet accident, confiant que « nous faisons tous des erreurs. Aujourd'hui, c'était mon tour ».
Le Grand Prix de Hongrie est difficile pour de la Rosa qui se retrouve esseulé, après l'abandon de son coéquipier dès le premier tour, prenant une triste douzième place. Lors du Grand Prix de Belgique, il réalise une dixième place en qualifications, se plaçant à plus d'une seconde d'Irvine,. Dans les premières secondes du Grand Prix, il est heurté par Heidfeld, lui-même percuté par Jos Verstappen. Il casse sa suspension sur cet accident et déclare forfait. Il surprend en Italie en se classant devant Irvine lors des qualifications, en prenant une dixième place aux temps, il se classe cinquième, à plus d'une minute du vainqueur Juan Pablo Montoya, et prend deux points pour le classement des pilotes,. Cependant, il n'arrive pas à confirmer ce bon résultat lors du Grand Prix suivant. Aux États-Unis, il démarre seizième sur la grille et fait un mauvais départ, perdant trois places dès les premières secondes de la course. Bloqué derrière  la BAR de Jacques Villeneuve pendant une bonne partie de l'après-midi, il entre en collision avec celui-ci, au quarante-troisième tour en essayant de le dépasser. Si Villeneuve doit abandonner, l'Espagnol parvient à poursuivre la course et termine douzième,. Sa saison s'achève par un accrochage avec Heinz-Harald Frentzen et un abandon au Japon à cause d'une fuite d'huile,. L'Espagnol, seizième du championnat, est confirmé aux côtés d'Irvine pour la saison suivante à l'occasion de la présentation, le 4 janvier 2002, de la Jaguar R3.

#### 2002: saison noire chez Jaguar

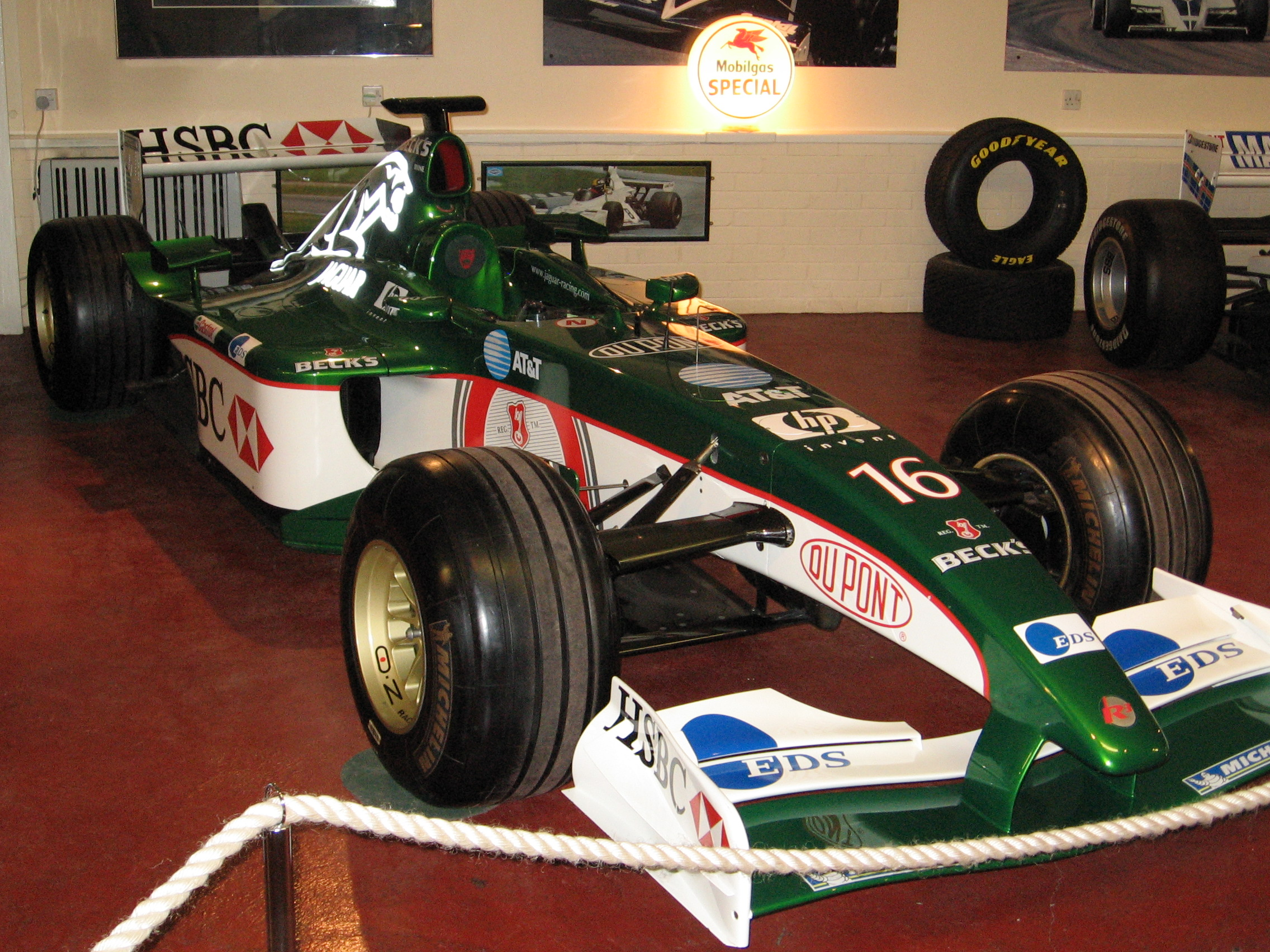
Au volant d'une Jaguar R3, qui évolue en R3B, Pedro de la Rosa connaît une saison très difficile.

De la Rosa connaît une saison 2002 difficile. Au Grand Prix d'Australie, il est relégué en fond de grille lors des qualifications. La course est marquée par l'abandon de plusieurs voitures et il parvient à se classer sixième à un moment de la course. Néanmoins, il est victime d'un problème moteur et doit effectuer un arrêt au stand. Celui-ci se révèle long mais règle le souci. Il repart loin des autres monoplaces et termine huitième, soit dernier pilote encore en course, à cinq tours de Michael Schumacher. Démarrant dix-septième en Malaisie, il perd son aileron avant, lors de l'épreuve, à la suite d'un contact avec Olivier Panis et sa BAR. Il parvient à terminer dixième. Les deux Jaguar montrent un meilleur visage au Brésil, avec une onzième place sur la grille pour de la Rosa, à deux positions de son coéquipier. Ces belles performances sont confirmées lors de la course avec une septième place pour Irvine suivi par l'espagnol, huitième,. Néanmoins, ce regain de forme est suivi de trois abandons pour de la Rosa. D'abord, à Saint-Marin, il réalise une mauvaise séance de qualification où il se classe vingt-et-unième et dernier pilote à se qualifier pour l'épreuve du lendemain. Toutefois, il abandonne à mi-course en raison d'un problème de transmission. En Espagne, sa Jaguar R3 part en tête-à-queue dès le deuxième tour et ne peux reprendre la course . Enfin, en Autriche, toujours dans le bas de la grille, son accélérateur casse dès le départ et il déclare forfait sans avoir boucler le moindre tour,.
À Monaco, de la Rosa n'arrive pas à sortir du bas de carte, réalisant le vingtième temps derrière la Minardi de Mark Webber. Il parvient à sortir de cette position peu confortable, profitant de nombreux abandons, pour se classer dixième de l'épreuve. Seizième sur la grille au Canada, il va passer la totalité du Grand Prix à la dernière position avant d'abandonner au vingt-neuvième tour à la suite d'un problème de boite de vitesses,. Lors du Grand Prix d'Europe, après avoir démarré au seizième rang, de la Rosa remonte jusqu'à la dixième place avant de se faire dépasser, dans le dernier tour, par Enrique Bernoldi et son Arrows.
Après ce Grand Prix, les pilotes Jaguar reçoivent une version améliorée de leur voiture, baptisée R3B. Dernier sur la grille de départ en Grande-Bretagne, le pilote espagnol s'en tire avec une onzième place en course,. En France, il prend la quinzième place des qualifications mais un accident entre deux voitures, dès le départ de l'épreuve, le ralenti. Toutefois, il termine neuvième, à deux tours de vainqueur. En Allemagne, il retourne en fond de grille à l'issue des qualifications et abandonne, dès le premier tour, à cause d'une panne de transmission. Il décroche la treizième place en Hongrie après un départ en quinzième position,.
Les quatre dernières courses de la saison sont synonymes d'abandons pour de la Rosa. En Belgique, il signe le onzième temps des qualifications. Alors qu'il est septième de la course, il casse sa suspension avant-droite et abandonne. En Italie, il se classe huitième sur la grille de départ mais sa course s'arrête prématurément après un contact avec Felipe Massa, causant une rupture d'une de ses suspensions, et abandonne. Les commissaires de la FIA sanctionnent Massa d'un recul de dix places sur la grille de départ suivante. Son coéquipier, Eddie Irvine, se classe troisième de la course. De la Rosa rate son départ aux États-Unis et se retrouve bloqué derrière la Minardi d'Alex Yoong pendant la première partie de la course puis rencontre un problème de boîte de vitesses, quittant l'épreuve au vingt-septième tour. Il termine sa saison 2002 par un nouveau souci de transmission au Japon et abandonne au trente-neuvième tour. Il ne marque aucun point lors de cette édition du championnat du monde de Formule 1, tout comme quatre autres pilotes.
Niki Lauda, qui remplace Bobby Rahal à la tête de Jaguar Racing, se déclare « assez dubitatif » sur les performances de l'Espagnol. Les mauvaises relations avec Irvine et ses mauvais résultats en 2002 conduisent au non-renouvellement de son contrat.

#### 2003-2005: pilote essayeur chez McLaren et remplaçant à Bahreïn
Pedro de la Rosa, non-reconduit par Jaguar à la fin de la saison 2002, visite l'usine de McLaren Racing à Woking en janvier ; un porte-parole déclare que de la Rosa « ne fait pas partie des plans » de l'écurie britannique. Malgré l'absence de contrat, l'Espagnol effectue des essais privés satisfaisants pour le compte de McLaren en mars 2003,,. De la Rosa signe, en avril, un contrat de pilote-essayeur pour McLaren, aux côtés d'Alexander Wurz confirmé depuis plusieurs mois.

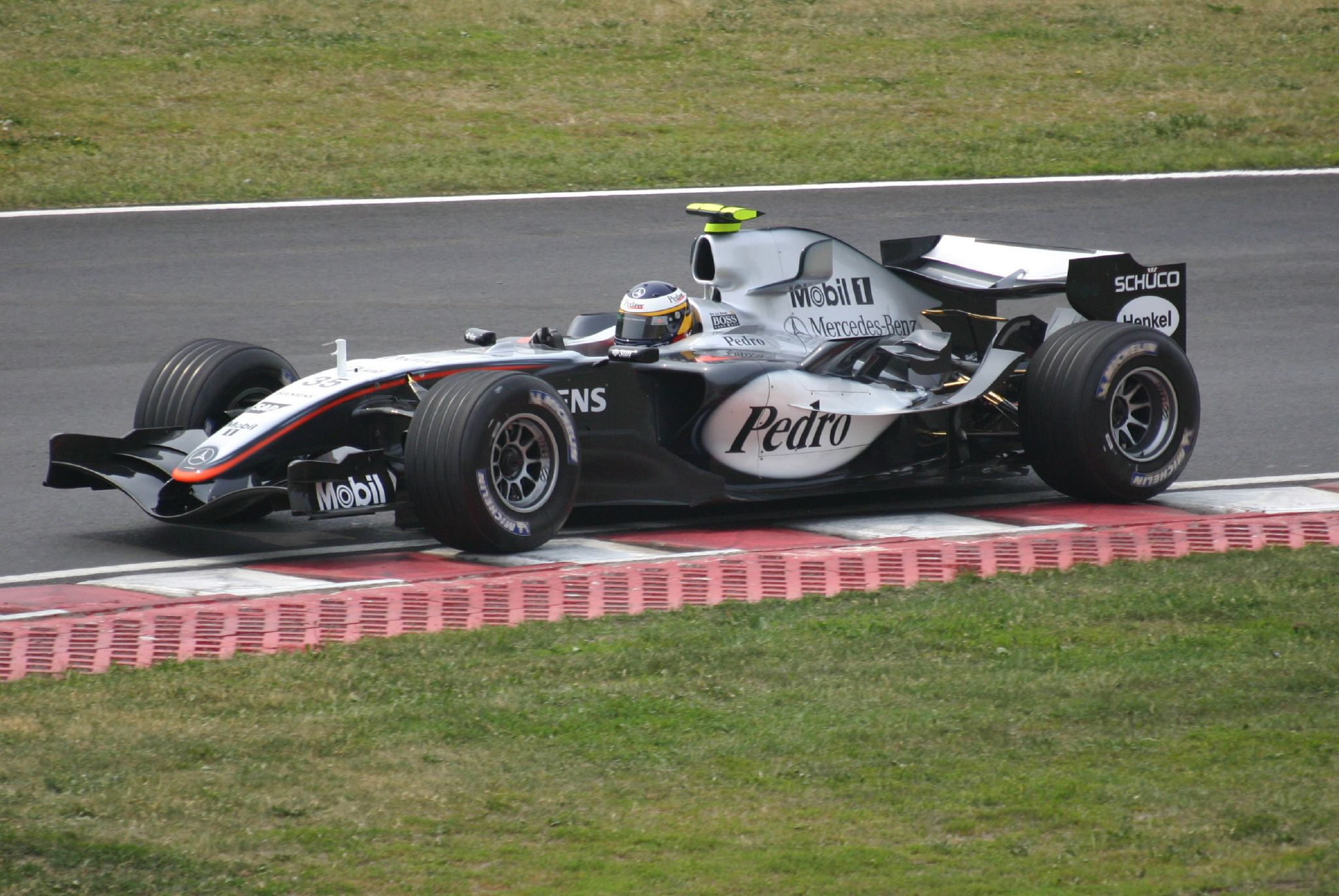
Pedro de la Rosa au volant de la McLaren MP4-20 au Canada en 2005.

Chez McLaren, il se forge une réputation de metteur au point affûté ; son retour technique est très apprécié par ses pairs. Le 11 décembre 2003, alors qu'il rencontre plusieurs problèmes techniques, il bat, au volant d'une McLaren MP4-19, le record du circuit permanent de Jerez dans le cadre d'essais hors-saison. Au mois de janvier 2004, Juan Pablo Montoya et Ralf Schumacher, sur leurs Williams FW26, échouent à battre ce nouveau record,.
Après une saison 2004 ponctuée par des séances occasionnelles d'essais privés, de la Rosa promu pilote de réserve, peut participer aux premières séances d'essais libres de chaque Grand Prix de la saison 2005,. Il retrouve même un poste de titulaire, lors du Grand Prix de Bahreïn 2005, où il remplace Juan Pablo Montoya, blessé à l'épaule. Devançant son coéquipier Kimi Räikkönen de deux dixièmes en qualifications, de la Rosa, parti de la huitième place, réalise, dans ce qu'il considère comme « la meilleure course de sa vie », le meilleur tour en course au quarante-troisième tour et anime totalement la course avec ses nombreuses attaques en bout de ligne droite ; il termine cinquième, à l'issue d'une dernière passe d'armes avec Mark Webber. Au Grand Prix de Saint-Marin, si Montoya n'est toujours pas rétabli, McLaren titularise son autre pilote de réserve, Alexander Wurz qui termine troisième,. Pedro de la Rosa poursuit son rôle de troisième pilote en effectuant la plupart des premières séances d'essais libres de la saison qu'il termine souvent en tête,.

#### 2006: titulaire chez McLaren après le limogeage de Montoya

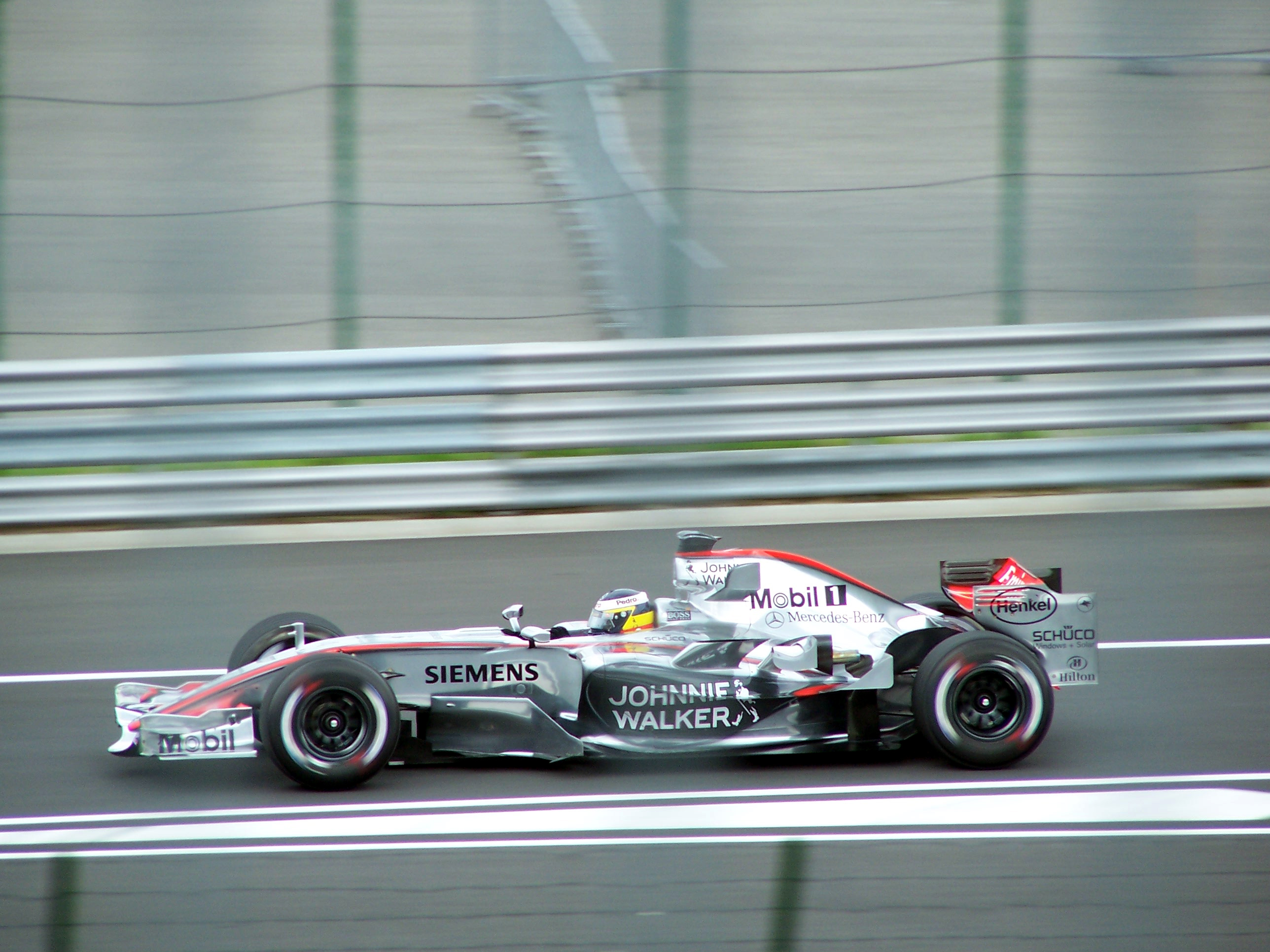
Pedro de la Rosa au volant de la McLaren MP4-21 sur le Hungaroring en 2006.

Rejoint en 2006 par le Britannique Gary Paffett au poste d'essayeur, de la Rosa continue toujours son travail de développement lorsque, à la mi-saison, Juan Pablo Montoya annonce sa reconversion en NASCAR pour 2007. Le lendemain de cette annonce, McLaren limoge Montoya et fait de l'Espagnol son pilote titulaire pour les huit dernières courses de la saison,. Connaissant la « McLaren MP4-21 mieux que personne », il est préféré à Lewis Hamilton, en tête du championnat GP2 et couvé par McLaren depuis son enfance.
Lors du Grand Prix de France, de la Rosa réalise le huitième temps des qualifications, à quatre dixièmes de son coéquipier Kimi Räikkönen, sixième. Malgré un mauvais départ et une stratégie ratée à trois arrêts, il obtient les deux points de la septième place,. Le Grand Prix d'Allemagne voit Räikkönen signer la pole position alors que l'Espagnol n'obtient que la neuvième place sur la grille, à 1,8 seconde de son coéquipier. Sa course se solde par un abandon dès le deuxième tour en raison d'un problème de pompe à essence alors qu'il était septième,,.
Sur le circuit du Hungaroring en Hongrie, de la Rosa, auteur du cinquième temps qualificatif à cinq dixièmes de la pole position de Räikkönen, s'élance de la quatrième place à la suite de la pénalité de dix places sur la grille de Jenson Button en raison d'un changement de moteur. En course, il réalise un tête-à-queue dans le tour de formation ; profitant d'une météo changeante où les pneus pluie et secs sont successivement utilisés, de la Rosa monte sur l'unique podium de sa carrière en se classant deuxième, derrière Button qui remporte son premier succès en Formule 1,.

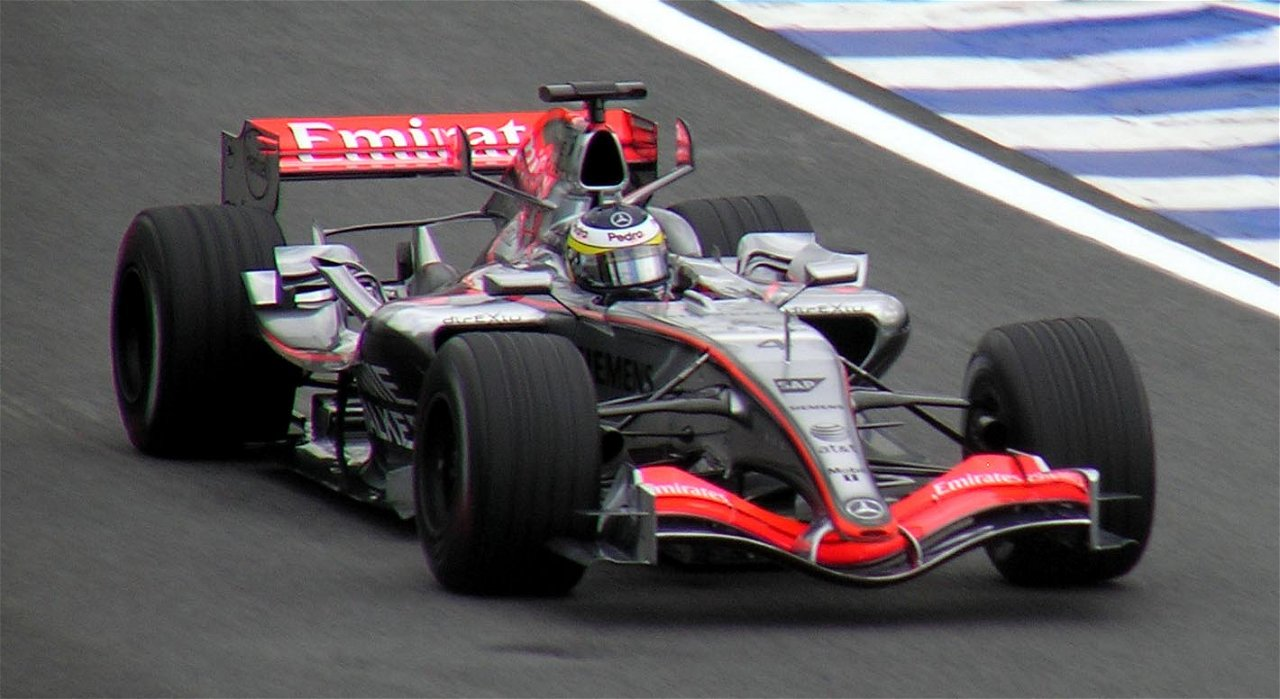
Pedro de la Rosa marque un point au Grand Prix du Brésil 2006.

Au Grand Prix suivant, en Turquie, de la Rosa ne parvient pas à se qualifier pour la troisième partie des essais qualificatifs et s'élance depuis la douzième place. Grâce à une stratégie osée à un seul arrêt, il termine l'épreuve en cinquième position et marque quatre points,. En Italie, huitième des qualifications à près de huit dixièmes du meilleur temps Räikkönen, il abandonne au bout de vingt tours à cause d'une casse de son moteur Mercedes alors qu'il luttait pour le point de la huitième place,,. Septième des qualifications à 1,5 seconde de la pole position de Fernando Alonso (Renault), mais à un dixième du cinquième temps de son coéquipier, de la Rosa termine à nouveau cinquième à Shanghai en Chine après de nombreuses passes d'armes dans le peloton,.
À Suzuka au Japon, aucun des pilotes McLaren ne participe à la troisième partie des qualifications, de la Rosa, treizième, étant devancé par le Finlandais de quatre dixième. L'Espagnol dispute toute la course dans le milieu du peloton et termine onzième, hors des points. De la Rosa se révèle assez lent par rapport à son équipier puisqu'il lui rend en moyenne huit dixièmes au tour,,. Au Brésil, Lewis Hamilton est un temps annoncé comme pouvant être aligné en course, mais, malgré son deuxième meilleur temps derrière Michael Schumacher lors d'essais privés organisés à Jerez en Espagne, de la Rosa est préféré au Britannique pour disputer l'ultime course du championnat. Ainsi, à Interlagos, il se qualifie en douzième position alors que Räikkönen réalise le deuxième temps. Au terme d'une course anonyme, Pedro de la Rosa termine huitième,.
De la Rosa, qui n'a disputé que huit des dix-huit Grands Prix de la saison, se classe onzième du championnat, avec 19 points, soit sept de moins que Räikkonen lors de cette même période, bien le Finlandais l'ait surclassé en qualifications,.

#### 2007-2009: retour comme pilote-essayeur et scandale d'espionnage

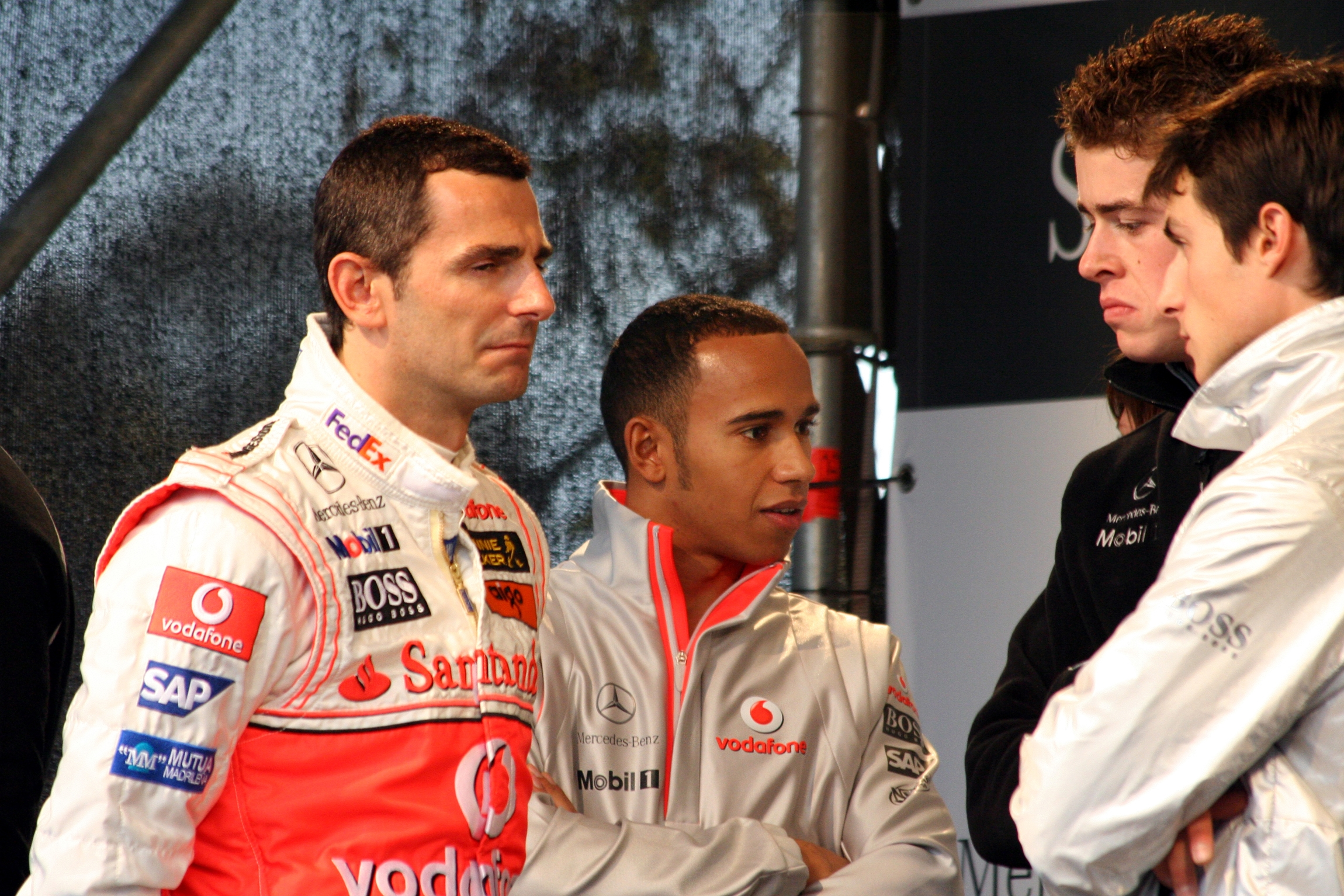
Pedro de la Rosa avec Lewis Hamilton, Paul di Resta et Bruno Spengler, en 2007.

Alors que de la Rosa est candidat au poste de titulaire aux côtés de son compatriote double champion du monde en titre, Fernando Alonso, l'espoir britannique Lewis Hamilton, sacré champion GP2 l'année précédente et dans le giron McLaren depuis ses débuts en sports mécaniques, lui est préféré. Hamilton révèle en novembre 2006 de « la tension » avec de la Rosa,,. L'Espagnol retrouve son rôle de pilote-essayeur, fonction qu'il partage, comme en 2006, avec Gary Paffett. Le Barcelonais garde néanmoins la confiance de son directeur Ron Dennis, prêt à « reconsidérer de la Rosa si placer Hamilton en tant que titulaire était une erreur ».
En 2007, l'enquête pour espionnage de la part de McLaren à l'encontre de la Ferrari s'avère être un tournant important dans la carrière de la Rosa. La Fédération internationale de l'automobile demande à Fernando Alonso, Lewis Hamilton et de la Rosa de se rapprocher des enquêteurs s'ils ont connaissance d'éléments importants et leur précise qu'en cas de participation avérée à cette affaire, ils pourraient se voir retirer leur superlicence,. Malgré l'interdiction de McLaren, Alonso répond, quatre jours plus tard, à cette demande et révèle avoir échangé avec de la Rosa des courriers électroniques contenant des informations volées à Ferrari durant le mois de mars 2007,,. Dans un des messages, de la Rosa écrit notamment que ses « informations sont fiables, elles viennent directement de Ferrari ». Il évoque également la stratégie prévue par Kimi Räikkönen au Grand Prix d'Australie 2007,.
Le pilote-essayeur participe à son tour à l'enquête et apporte son témoignage. Les deux Espagnols évoquent ce qu'ils savent des échanges entre Nigel Stepney, technicien chez Ferrari au moment des faits, et Mike Coughlan, chef de projet chez McLaren. Le 13 septembre 2007, le conseil mondial de la FIA le convoque pour s'expliquer, accompagné de plusieurs membres de la direction de McLaren. La journaliste Anne Giuntini écrit qu'il « passe pour le principal récipiendaire des informations détenues par Coughlan » et, selon les aveux de chacun, le seul à demander des renseignements sur la Scuderia Ferrari et à commander les tests de simulateur des concepts volés. Elle perçoit ces déclarations comme « une ultime défense » de la part de McLaren et suppose que McLaren souhaite en faire le bouc émissaire de l'affaire d'espionnage en échange d'un poste de titulaire chez Prodrive F1 Team, un nouveau projet d'écurie pour 2008 dont McLaren et Mercedes pourraient devenir  les principaux partenaires techniques. La FIA ne croît pas en la version qu'« un pilote de F1 puisse être le seul responsable de la détention et de l'usage d'informations sensibles et  puisse décider quand et comment ces informations pourraient être appliquées ou testées ». Alors que ni Alonso, ni Hamilton (qui nie toute connaissance et participation à cet espionnage) ni de la Rosa ne sont sanctionnés, l'écurie écope quant à elle d'une amende de cent millions de dollars et est disqualifiée de la saison en cours. Le 31 octobre 2007, de la Rosa, convoqué par Giuseppe Tibis, le magistrat enquêtant sur cette affaire d'espionnage, est remercié pour son entretien « très productif et très utile »,.

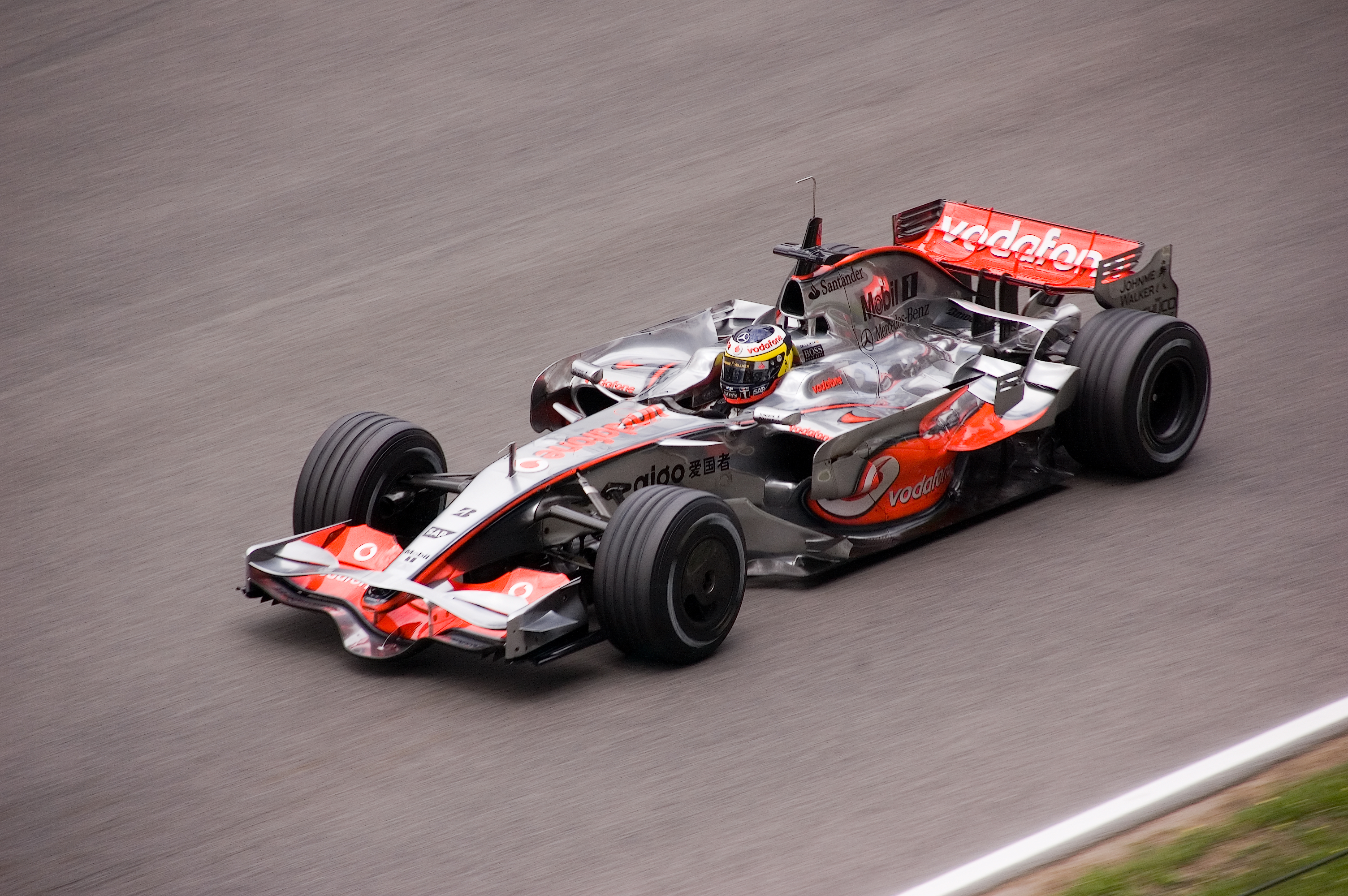
Pedro de la Rosa en test pour McLaren en 2008.

Il devient, début 2008, président de la Grand Prix Drivers' Association, l'association des pilotes de Formule 1 et exerce cette fonction jusqu'au Grand Prix d'Italie 2010. En juin 2008, l'augmentation du prix de la superlicence provoque un mécontentement général de la part des pilotes lors du week-end du Grand Prix de France. Alors qu'une rumeur annonce une grève des pilotes, de la Rosa, dans son rôle de président de l'association des pilotes, confirme que les pilotes ne sont pas contents de cette décision mais que « toutes ces discussions de grève ne sont que des rumeurs. ». Les essais privés devenant de plus en plus limités réglementairement en Formule 1, de la Rosa peut pleinement se concentrer sur son rôle de président de la Grand Prix Drivers' Association ; il convainc tous les pilotes, à l'exception de Kimi Räikkönen, de rejoindre le GPDA.
Il effectue, avec Heikki Kovalainen, les premiers essais de la McLaren MP4-23 le 9 janvier 2008 sur le circuit permanent de Jerez. Le 15 janvier 2008, bien qu'il soit parti à la faute et termine dans le bac à graviers, il termine deuxième meilleur temps de la journée,. En novembre 2008, trois jours d'essais sont organisés à Barcelone où le pilote espagnol crée la surprise en roulant pendant deux jours au volant d'une Force India, qui partage des pièces avec McLaren et est également mue par un moteur Mercedes. Il déclare que c'était « une opportunité et l'occasion de travailler avec une nouvelle équipe dans une nouvelle voiture ». La rumeur d'un transfert de la Rosa au sein de l'écurie indienne ne dure que jusqu'à l'officialisation d'Adrian Sutil et Giancarlo Fisichella pour la saison 2009.
Pedro de la Rosa joue un rôle important dans le développement de la McLaren MP4-24 puisqu'il assure son déverminage en étant le premier à son volant, avant mêmes les pilotes titulaires.

#### 2010: saison noire avec BMW Sauber

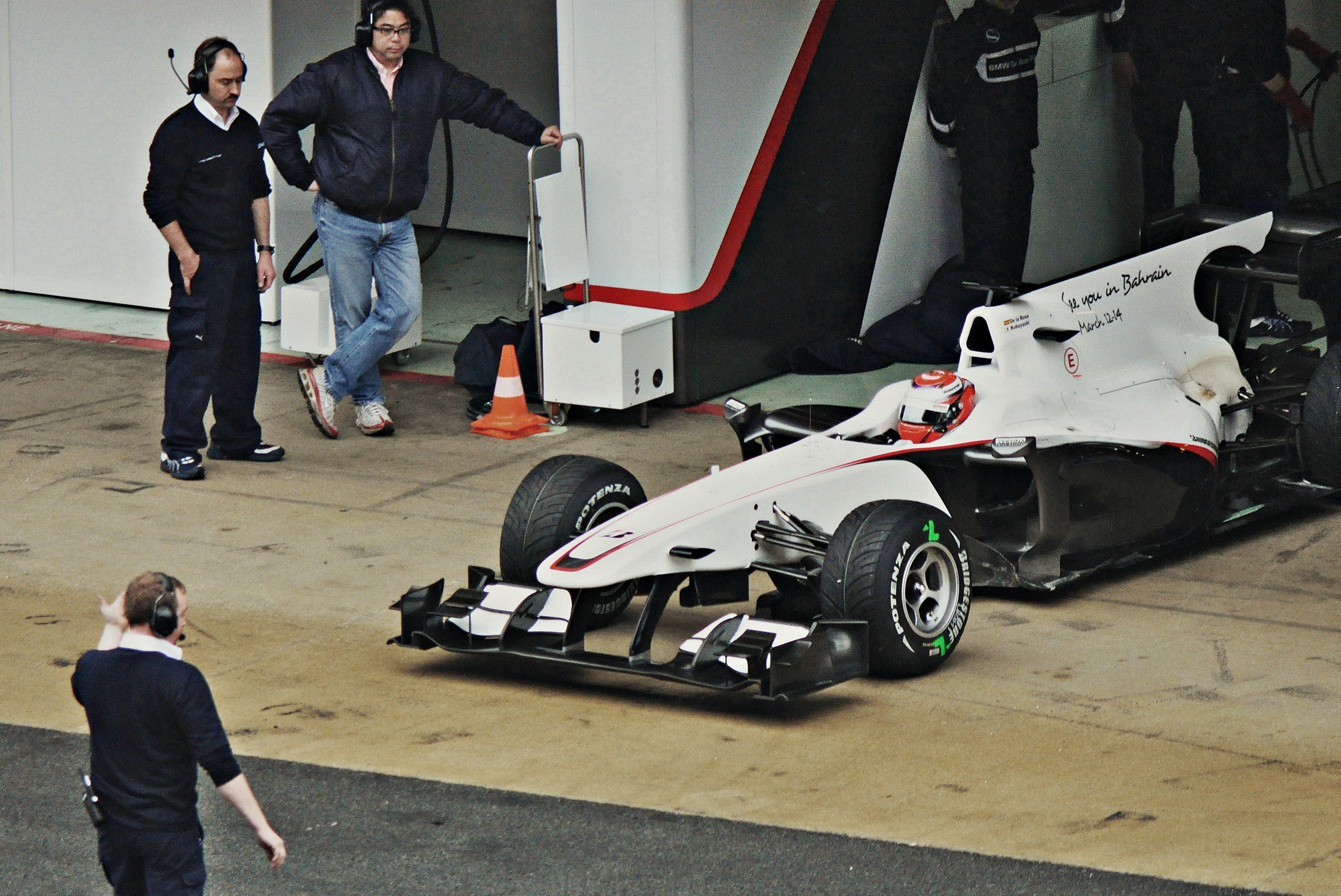
Pedro de la Rosa lors des essais de pré-saison sur le circuit de Barcelone.

En fin de contrat avec McLaren, Pedro de la Rosa entame des négociations avec plusieurs écuries, dont les nouvelles Campos Racing et USF1, pour un contrat de pilote titulaire,,. Le quotidien As annonce en juillet 2009 que Campos lui a proposé un contrat de deux saisons et qu'un accord pourrait être annoncé lors du Grand Prix d'Europe 2009,. Toutefois, il reste en pourparlers avec USF1 au mois d'août 2009.
L'Espagnol manque toutefois de budget pour s'assurer une place définitive et renonce finalement à rejoindre l'écurie en novembre 2009 selon Frédéric Ferret de L'Équipe bien que le président-fondateur de Campos José Ramón Carabante annonce, en décembre 2009, que « les négociations avec Pedro n'ont jamais cessé » et qu'il rêve toujours qu'un pilote espagnol occupe un baquet au sein de son écurie,,. Peter Sauber, nouveau patron de BMW Sauber F1 Team le choisit pour piloter une BMW Sauber C29, faisant confiance à son expérience engrangée chez McLaren et profitant du budget de complément apporté par les commanditaires personnels de l'Espagnol,. Si de la Rosa est évidemment ravi de sa nomination chez l'écurie suisse, il déclare n'avoir « aucun scrupule » d'avoir quitté McLaren, où il était respecté.

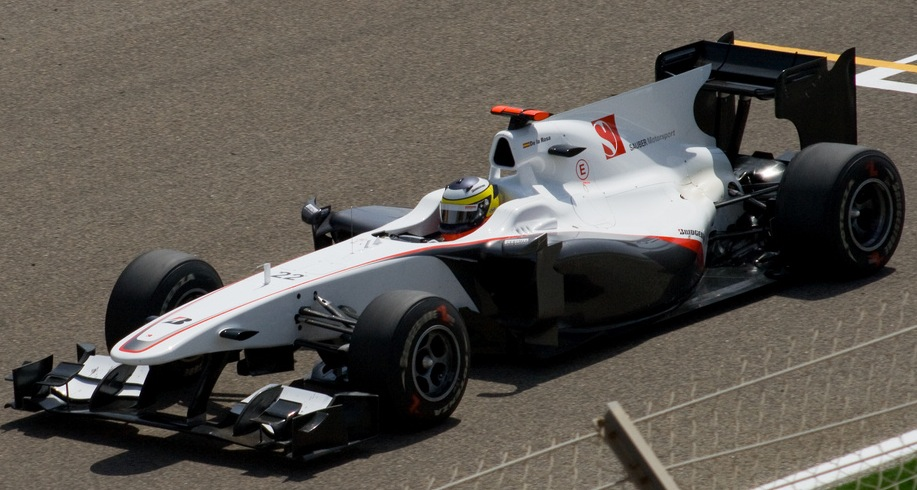
Pedro de la Rosa au Grand Prix de Bahreïn 2010.

Pour le début de saison, à Bahreïn, de la Rosa voit dès les essais libres que la BMW Sauber C29 n'a pas le potentiel pour atteindre le top 10 en qualifications, ce qui est prouvé ensuite avec la 14e place pour l'Espagnol, qui avoue qu'il était capable de faire mieux, sans pouvoir être dixième. En course, les deux BMW Sauber abandonnent peu avant la mi-course sur problème hydraulique. Après une première course décevante, de la Rosa s'attend à « des évolutions » de la Sauber pour marquer ses premiers points de la saison. En Australie, de la Rosa s'élance comme lors de la course précédente en quatorzième place, mais espère de nouveau accrocher les points, mettant en valeur les derniers progrès réalisés par son équipe. Mais de la Rosa, auteur d'une course relativement anonyme, termine douzième sur quatorze voitures classées.

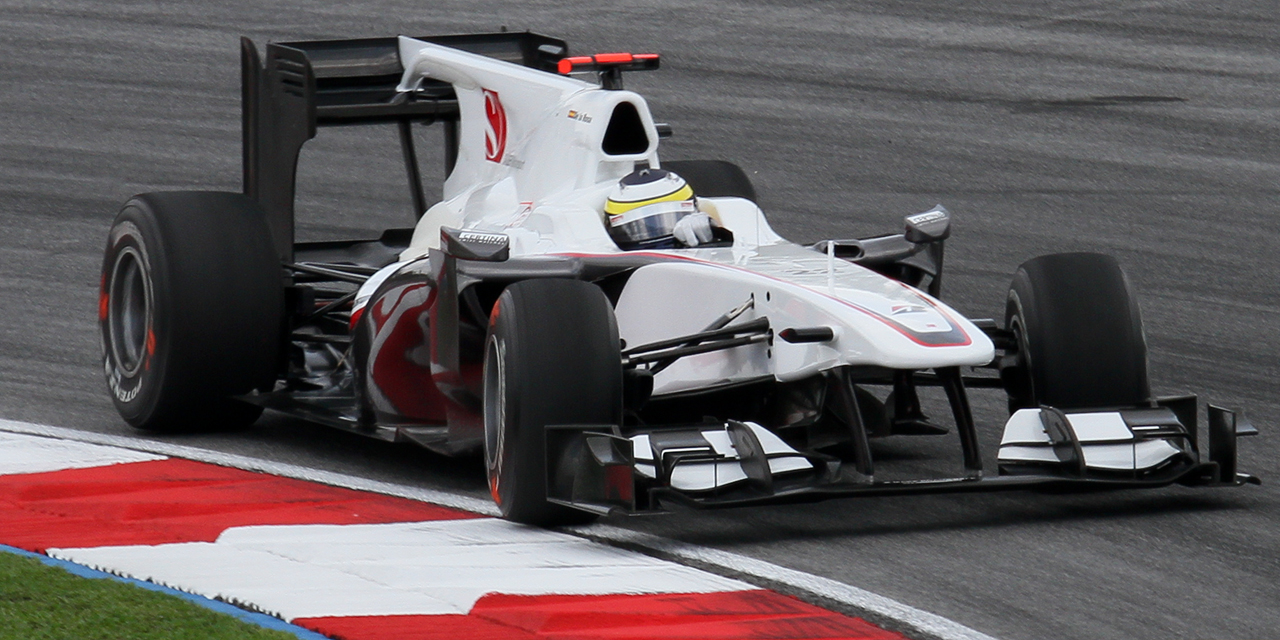
Pedro de la Rosa lors des essais libres du Grand Prix de Malaisie, auquel il ne participera pas.

Il est ensuite victime de nombreux problèmes de fiabilité et subit quatre abandons consécutifs avec des problèmes de moteur, de direction puis d'hydraulique. En Malaisie, partant de la douzième position, de la Rosa abandonne avant même le début du Grand Prix, victime d'un problème moteur. En Chine, de la Rosa abandonne au huitième tour d'un nouveau problème moteur,. Malgré ces problèmes qui ne sont pas de sa faute, Pedro de la Rosa voit son baquet menacé, selon plusieurs sources, mais de la Rosa confie à El Mundo Deportivo que l'équipe a de grandes attentes pour le Grand Prix d'Espagne. Malgré ses grandes attentes, de la Rosa, parti douzième, doit abandonner des suites d'un accident, au 18e tour de son Grand Prix national. Ce nouvel abandon « brise le cœur » de l'Espagnol, qui voulait faire taire les critiques. Pour le Grand Prix de Monaco, de la Rosa se montre confiant quant à ses chances pour ce Grand Prix, et « impressionné » par les « progrès réalisés par Sauber », pourtant peu visibles au vu des résultats. Pourtant, une nouvelle fois, de la Rosa abandonne, cette fois sur un problème hydraulique, et demande à son écurie d'améliorer sa fiabilité.

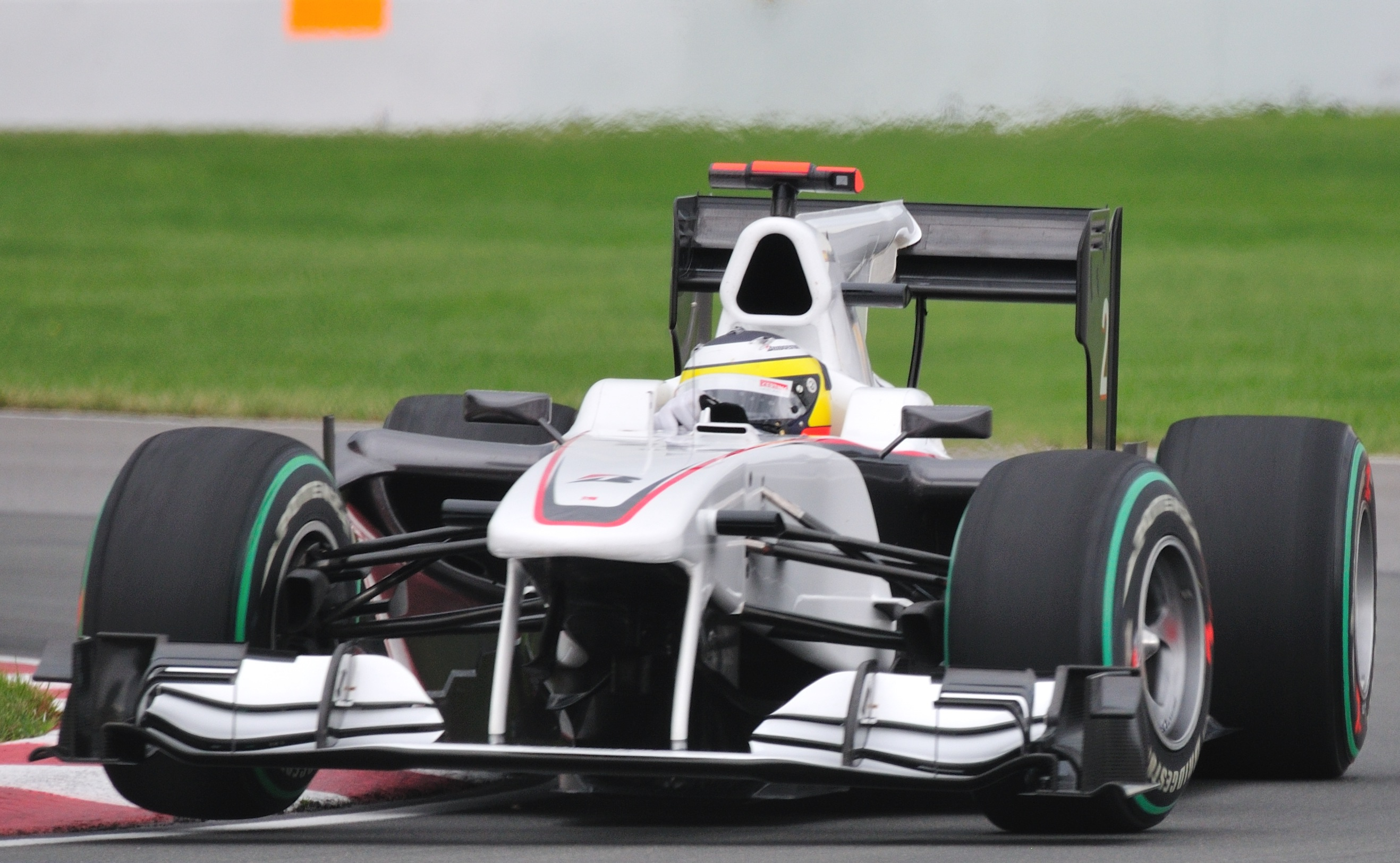
Pedro de la Rosa au Grand Prix du Canada.

En Turquie, Pedro de la Rosa obtient la treizième place lors des qualifications, tandis que son coéquipier Kamui Kobayashi réalise le dixième temps : Peter Sauber déclare alors « viser les points » et annonce le « retour de Sauber ». Pedro de la Rosa termine le Grand Prix pour la première fois depuis quatre courses, à la porte des points, à la onzième place, à seulement trois dixièmes de secondes de son coéquipier japonais qui inscrit le premier point de la saison pour BMW Sauber F1 Team,,. Au Canada, les qualifications sont très difficiles pour de la Rosa, qu'il terminent en 17e position, devant son coéquipier. En course, la fiabilité de la voiture est de nouveau remise en cause, avec un problème moteur pour de la Rosa, peu avant la mi-course,. Au Grand Prix d'Europe, Sauber apporte certaines évolutions, censées faire progresser la voiture. Parti finalement de la seizième position, de la Rosa effectue une course discrète et accroche la dixième place, synonyme de son premier point de la saison. Toutefois, de la Rosa reçoit une pénalité de cinq secondes, comme huit autres pilotes, pour avoir été trop rapide sous régime de voiture de sécurité, et chute au douzième rang, ne rapportant donc, aucun point à l'équipe, alors que Kobayashi, après une fin de course d'anthologie, termine septième,.

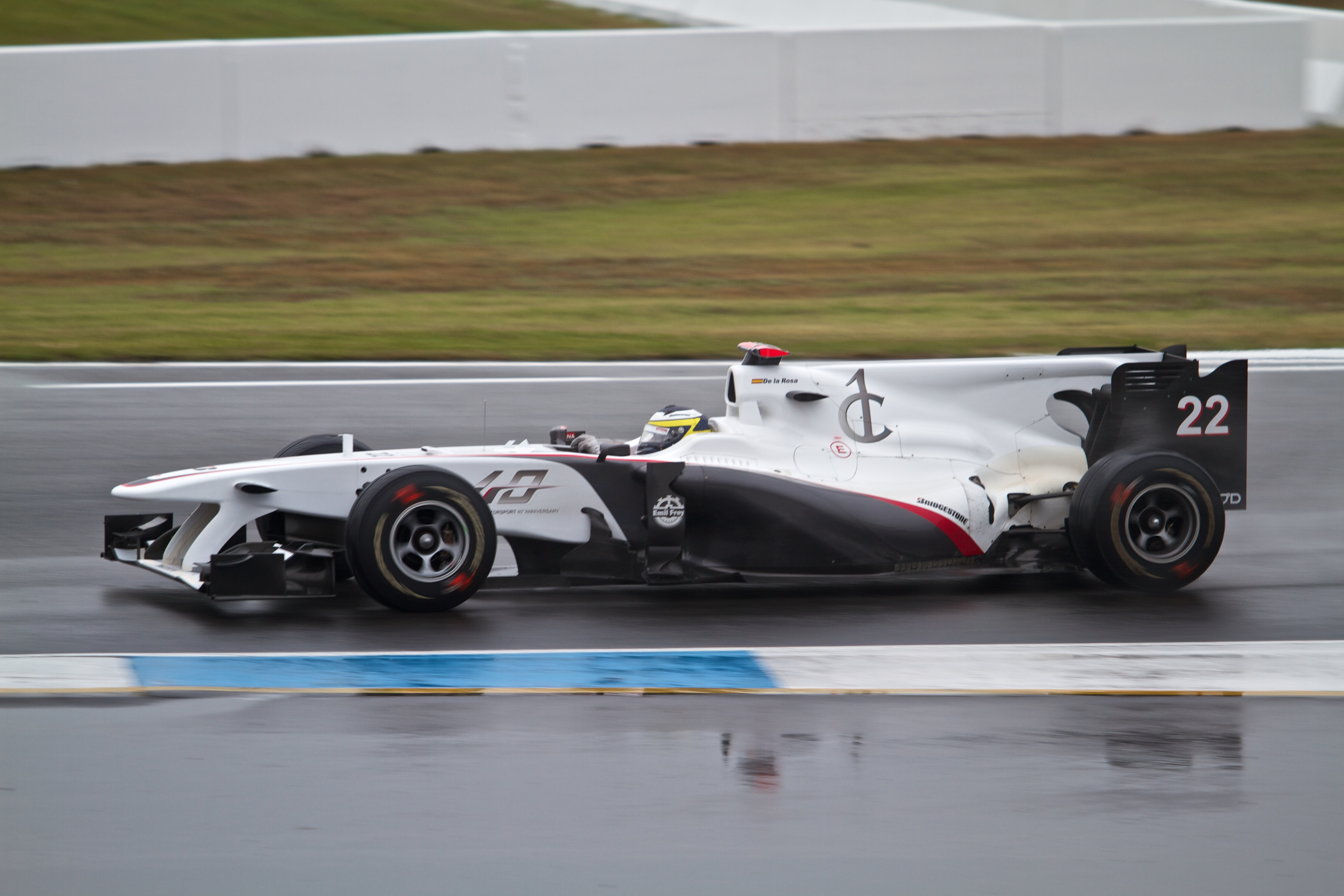
Pedro de la Rosa au Grand Prix d'Allemagne 2010.

En Grande-Bretagne, de la Rosa réalise une très bonne performance en obtenant la neuvième place en qualifications, son meilleur résultat de la saison dans cet exercice. Malgré la confiance de l'Espagnol pour obtenir ses premiers points, il abandonne à la mi-course après une collision avec Adrian Sutil, provoquant l'entrée de la voiture de sécurité ; dans le même temps, son coéquipier Kobayashi, parti douzième, termine sixième. Au Grand Prix d'Allemagne, de la Rosa, parti de la quatorzième position, effectue une course discrète, dans le milieu du peloton, pour finir à la quatorzième place, à un tour du vainqueur,. En Hongrie, de la Rosa surprend son équipe en se qualifiant en neuvième position, visant naturellement ses premiers points de la saison. Le pilote espagnol amène sa monoplace à la septième place finale, après une bataille avec Jenson Button, champion en titre, tandis que Kamui Kobayashi le rejoint dans les points en finissant neuvième,,.

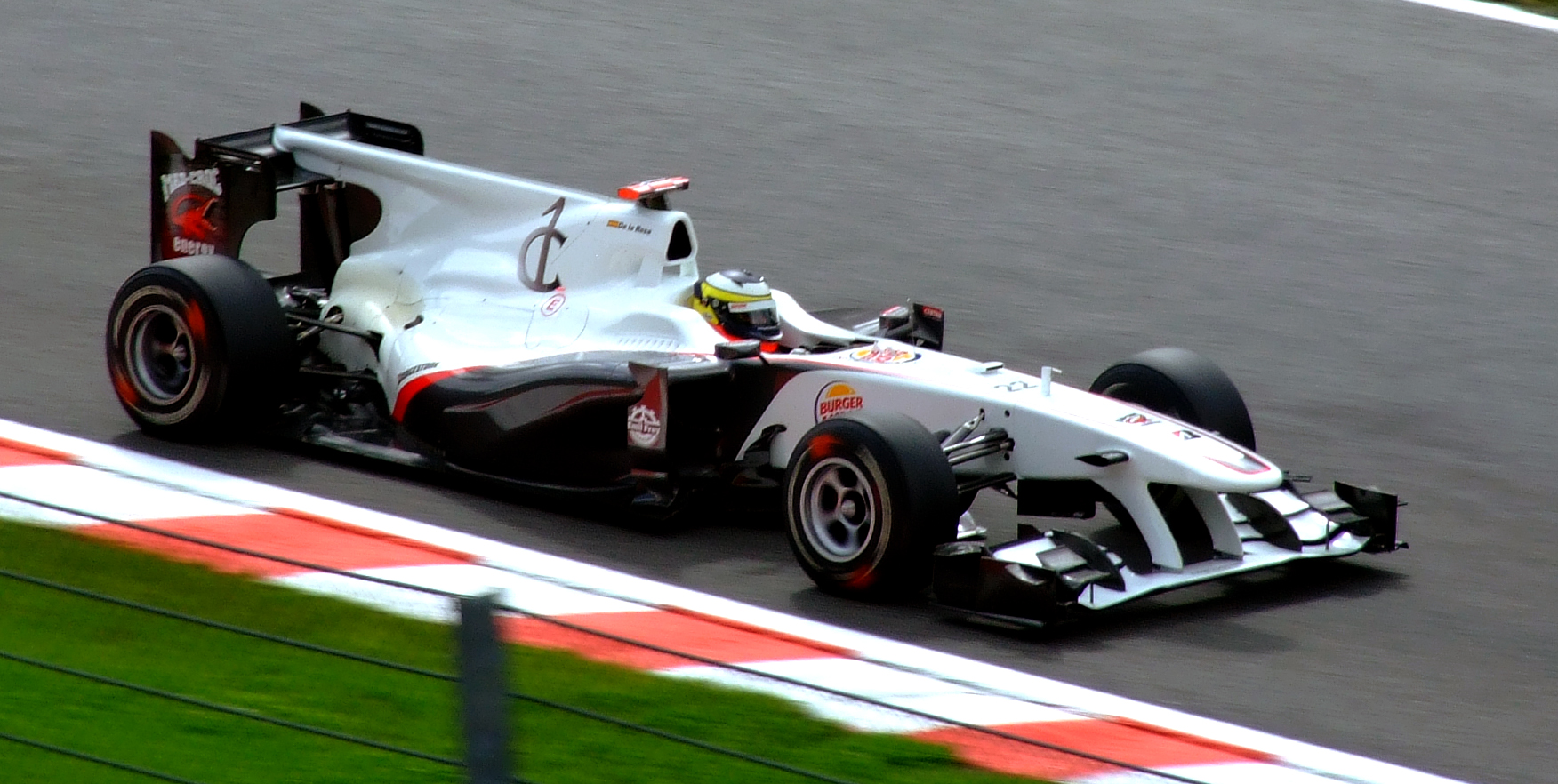
Pedro de la Rosa au Grand Prix de Belgique.

Lors de la pause estivale, de la Rosa déclare qu'il « pilote mieux que jamais », et insistant sur le fait que ses « trois saisons en tant que pilote essayeur n'ont en rien affecté ses instincts de course ». Au Grand Prix de Belgique, il ne se classe que 22e des qualifications, et reçoit une pénalité de dix places, pour avoir utilisé son neuvième moteur, ce qui le fait s'élancer de la dernière place,. Durant la course, l'Espagnol réalise une très belle remontée : onzième à quelques tours de la fin, il fait une légère erreur et perd tout espoir d'accrocher le point de la dixième place, revenant à Vitantonio Liuzzi. En Italie, Pedro de la Rosa part de la seizième place sur la grille de départ, en dessous des objectifs annoncés. En course, de la Rosa se montre très lent, bloquant plusieurs pilotes, et termine quatorzième à un tour du vainqueur.
Souffrant de la comparaison depuis le début de la saison avec son coéquipier Kamui Kobayashi, pourtant moins expérimenté, Pedro de la Rosa est remplacé par Nick Heidfeld pour les cinq derniers Grands Prix de la saison, après le Grand Prix d'Italie,. Ce remplacement, pressenti depuis quelque temps en raison des mauvaises performances de l'Espagnol sur l'ensemble de la saison, surprend néanmoins de la Rosa.
Le 23 septembre, le manufacturier de pneumatiques Pirelli le choisit pour remplacer Heidfeld et poursuivre les tests des pneumatiques destinés à la saison prochaine aux côtés du Français Romain Grosjean,. Effectuant régulièrement des tests, de la Rosa se déclare impressionné par les progrès réalisés par le manufacturier italien.
De la Rosa se classe dix-septième du championnat du monde, avec 6 points engrangés en 14 courses, ex aequo avec Heidfeld, son remplaçant qui n'a effectué que cinq courses.

#### 2011: retour chez McLaren comme essayeur et pigiste chez Sauber
Dès son limogeage par Sauber, Pedro de la Rosa avait entamé des négociations avec la jeune écurie espagnole Hispania Racing F1 Team et avec l'équipe britannique Lotus Renault GP pour un poste de pilote titulaire mais à chaque fois, les deux parties ne trouvent pas d'accord,. Bien que confirmé par le manufacturier Pirelli en tant que pilote de développement des pneus pour la saison, de la Rosa retourne chez McLaren en tant que pilote de réserve et d'essais en simulateur de course, chargé des développements et des relations avec les ingénieurs à l'usine de l'écurie, ce qui met un terme à son contrat avec Pirelli,,,. À cette date, il est le quatrième pilote ayant effectué le plus grand nombre d'essais privés de l'histoire de la Formule 1, de la Rosa ayant réalisé 361 journées d'essais où il a parcouru plus de 100 000 kilomètres.
L'Espagnol fait en 2011 un bilan de sa carrière en Formule 1 et estime avoir commis deux erreurs : « la première, avoir été essayeur chez Jordan où j'ai accumulé peu de kilomètres, et la seconde, avoir signé chez Jaguar, une équipe qui avait un gros budget mais qui manquait d'infrastructures. C'était la seule équipe du championnat du monde qui n'avait pas de soufflerie. Cela m'a surpris, même Minardi en avait une ! ». Il pense qu'il aurait dû convaincre son sponsor, Repsol, de rejoindre avec lui une équipe modeste, où il est difficile d'avoir de bons résultats, au lieu de devenir pilote d'essais comme cela a été le cas avec Jaguar Racing. Il déclare que rejoindre Prost Grand Prix en 2001 aurait été également une erreur car « l'écurie n'avait pas les moyens de faire évoluer la voiture ».

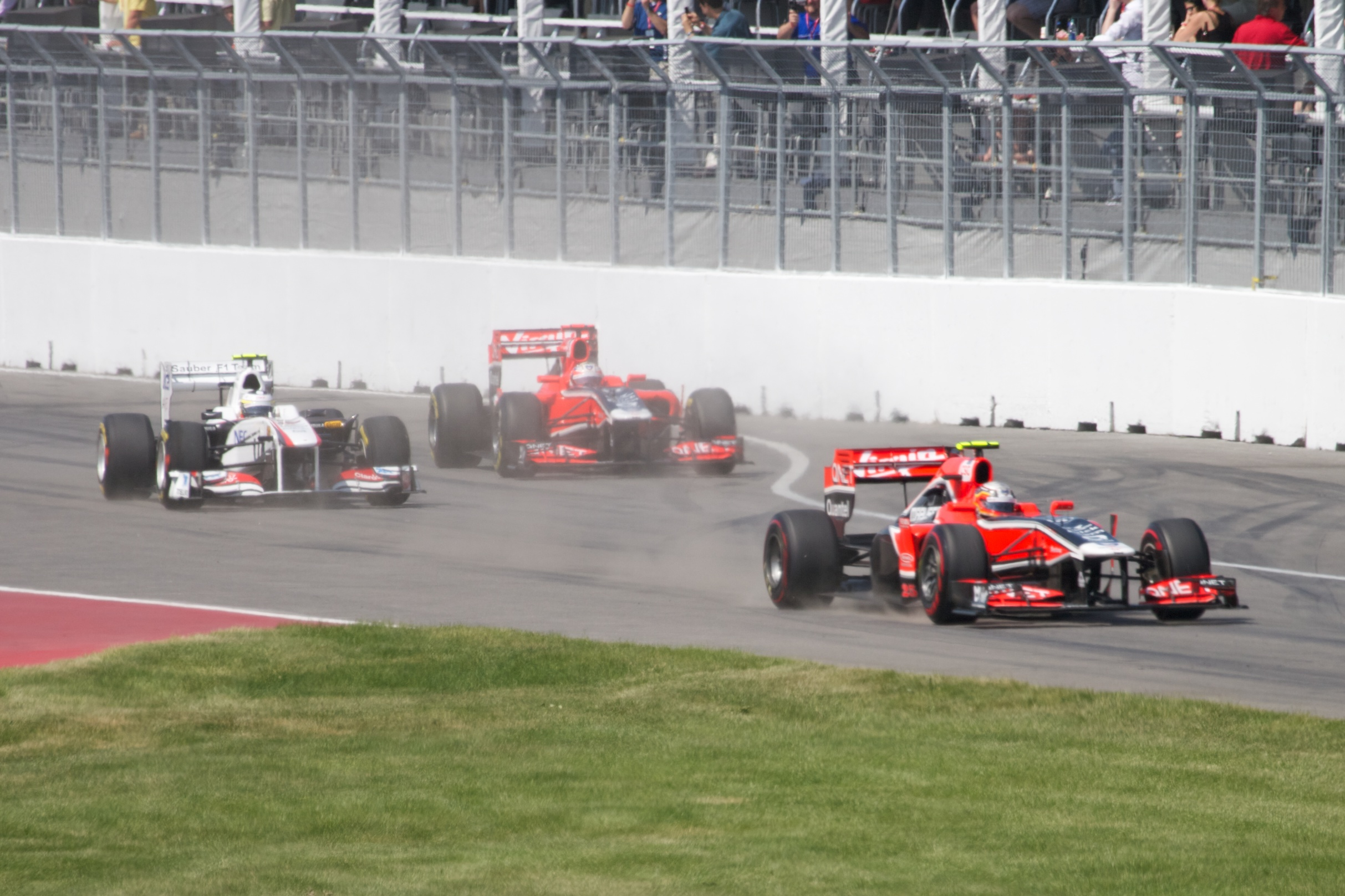
Pedro de la Rosa (voiture blanche) au Grand Prix du Canada 2011.

Après la première séance d'essais libres du Grand Prix du Canada, Sergio Pérez avoue n'être pas remis de son violent accident lors des qualifications du Grand Prix de Monaco. Alors que le pilote de réserve de Sauber, Esteban Gutiérrez est pressenti pour le remplacer, Peter Sauber demande à Martin Whitmarsh, le directeur de l'écurie McLaren Racing, de libérer Pedro de la Rosa,. Lors de la deuxième séance d'essais libres, de la Rosa, sans aucune expérience de la Sauber C30, prend la piste à 22 minutes du terme de la session et termine dix-huitième à moins d'une seconde de son coéquipier Kamui Kobayashi. Lors de la troisième séance, l'écart est quasi similaire entre de la Rosa et les autres pilotes, mais le pilote espagnol se fait surtout remarquer en partant à la faute en toute fin de séance, provoquant un drapeau rouge et la fin de la session. En qualifications, de la Rosa se qualifie in extremis pour la deuxième partie des qualifications, ce qui lui permet de s'élancer en dix-septième position.
Sous le déluge de Montréal, de la Rosa parvient à remonter à la neuvième position, il fait un contact avec Jenson Button, vainqueur de la course, ce qui « ruine [l]a course » de l'Espagnol, qui perd alors de nombreuses places dans l'incident. Également, sous le régime de voiture de sécurité, il évite de justesse un commissaire qui ramasse les débris de la McLaren de Lewis Hamilton. Après une course mouvementée, de la Rosa se classe finalement douzième de la course, pendant que Kamui Kobayashi, son coéquipier du week-end, qualifié treizième, se classe septième.
Après le Grand Prix, de la Rosa retourne poursuivre chez McLaren son travail de développement de la McLaren MP4-26.

#### 2012: nouveau retour avec HRT

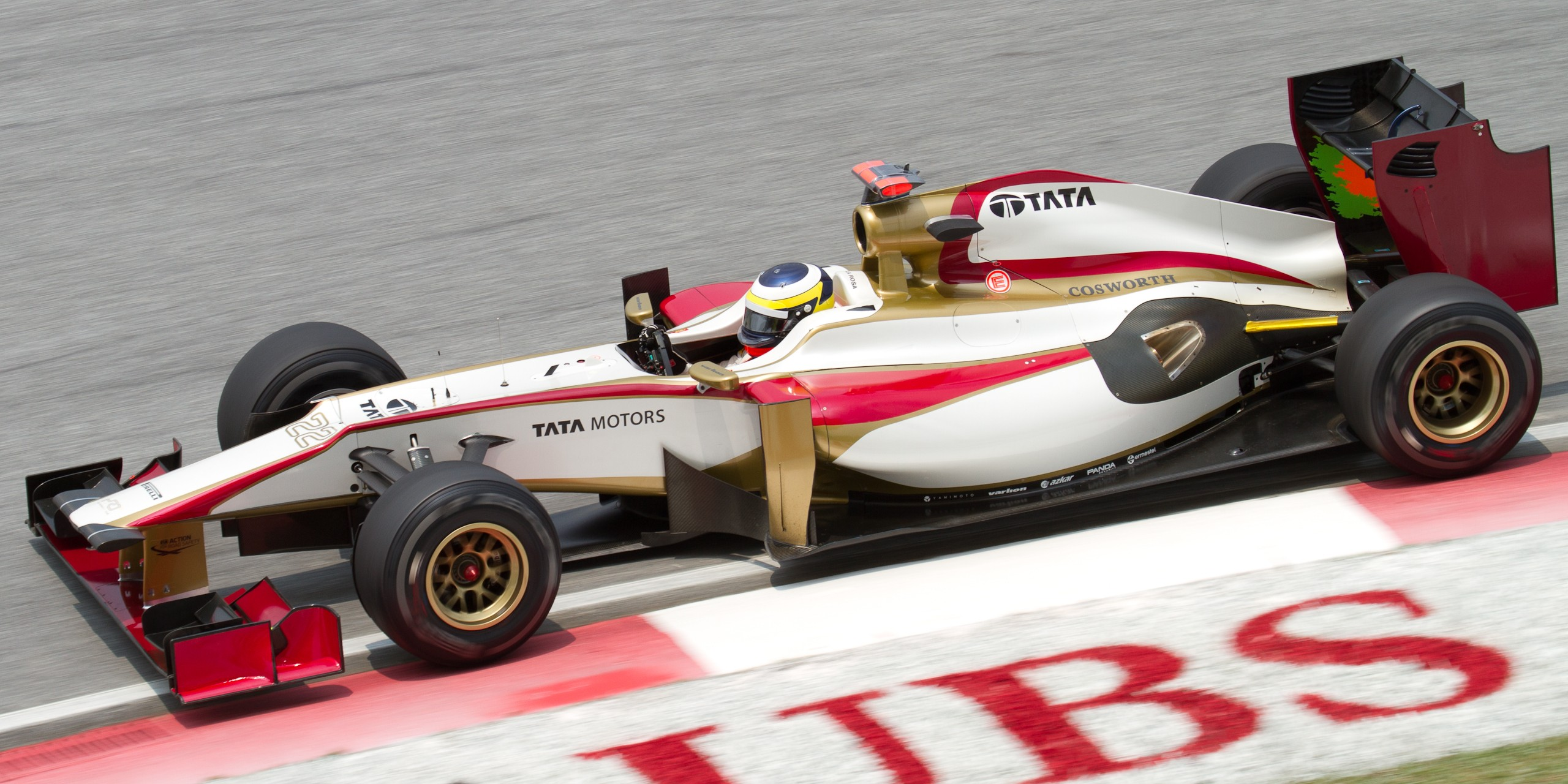
Pedro de la Rosa au Grand Prix de Malaisie 2012.

Le 21 novembre 2011, Pedro de la Rosa signe un contrat de titulaire pour deux ans au sein de l'écurie espagnole HRT Formula One Team qui a fait ses débuts en 2010 et n'a pas encore inscrit de point. Il ne se fait pas d'illusion sur les performances à attendre mais souhaite apporter son expérience, trouvant ce projet « fascinant ». Le pilote catalan, faisant fi des critiques quant à son choix de carrière, déclare « ce n'est pas du tout un retour en arrière […] L'objectif est de progresser. »
Parallèlement, il redevient président de la Grand Prix Drivers' Association après le départ de Rubens Barrichello sans volant en Formule 1 depuis son éviction de Williams F1 Team. Investi dans son nouveau rôle, il demande à changer l'horaire du Grand Prix d'Australie, en raison du soleil qui gêne les pilotes sur la ligne de départ, mais en vain.
Pedro de la Rosa et HRT échouent à se qualifier pour la course, en pointant à plus d'une seconde des 107 % du meilleur temps de la première phase des qualifications,,. En Malaisie, de la Rosa parient à se qualifier mais termine 22e, dernier pilote classé, à deux tours du vainqueur. Le Grand Prix de Chine n'est pas vraiment meilleur pour l'Espagnol qui termine 21e à un tour de Nico Rosberg. Lors des deux Grands Prix suivants, la Hispania F112 de Pedro de la Rosa parvient à se qualifier mais termine en fond de classement.
Le Grand Prix de Bahreïn, terminé à une anonyme vingtième place par l'Espagnol, est le théâtre d'une situation politique tendue à Bahreïn ; malgré l'agitation près du circuit, de la Rosa, qui représente les pilotes, déclare qu'il n'y a « pas d'inquiétudes à avoir concernant la sécurité ». Dix-neuvième en Espagne, Pedro de la Rosa s'accroche avec Pastor Maldonado au Grand Prix de Monaco tandis que son coéquipier Narain Karthikeyan termine quinzième, la meilleure performance de l'équipe de cette saison,. Au Canada, les deux pilotes HRT doivent abandonner à cause de problèmes de freins.

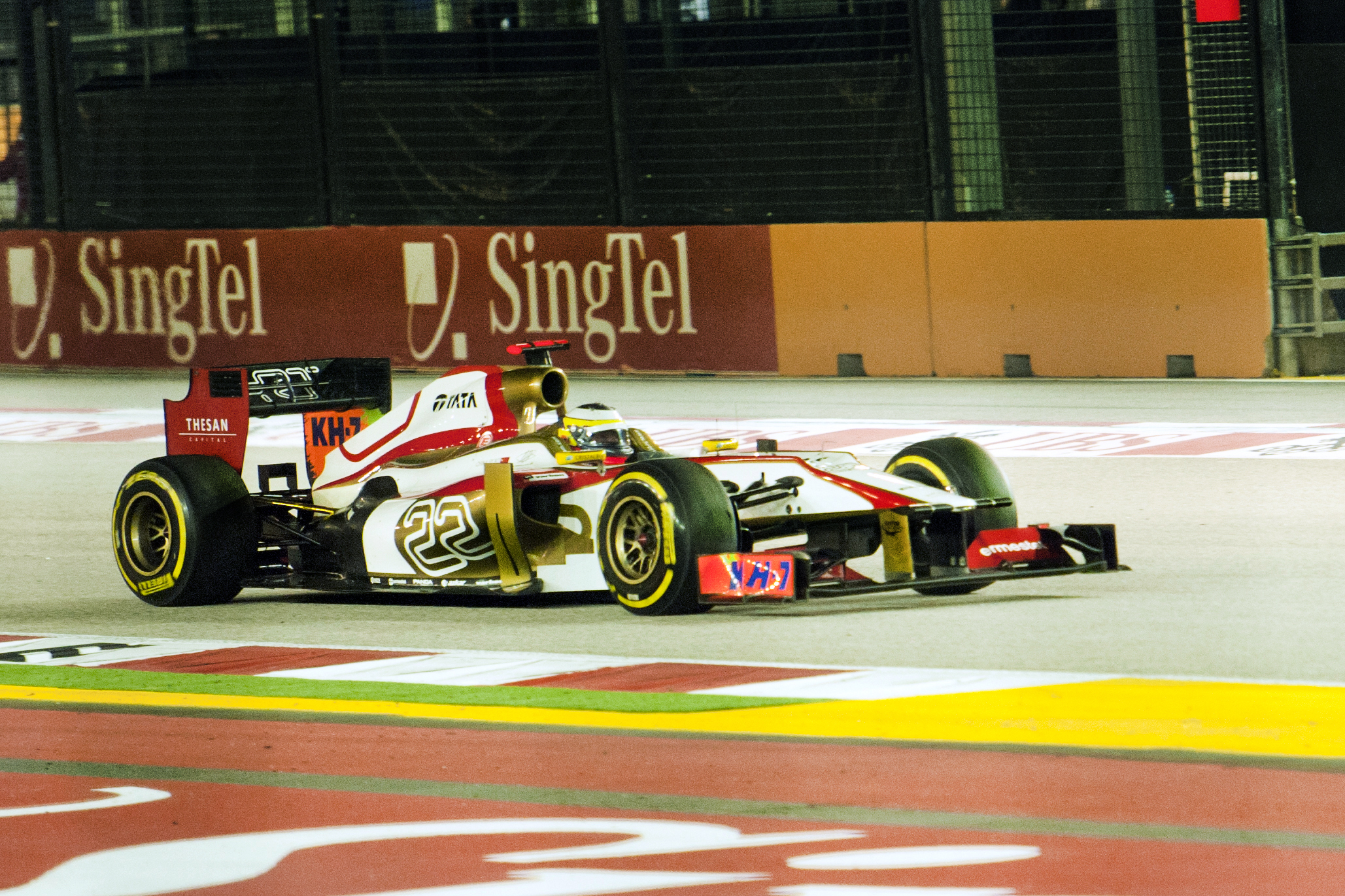
Pedro de la Rosa lors du Grand Prix de Singapour.

À Valence, de la Rosa réalise sa meilleure performance de la saison avec une dix-septième place. Après quelques Grands Prix terminés au-delà de la vingtième place, il est dix-huitième en Belgique et en Italie, dix-septième à Singapour et dix-huitième au Japon. Après deux problèmes mécaniques, il termine dix-septième à Abou Dabi puis au Brésil. Faisant preuve de constance, avec seulement quatre abandons dont trois dus à un problème technique, sa meilleure performance en qualifications est une vingtième place et son meilleur résultat en course quatre dix-septièmes places, des résultats très modestes qui reflètent le faible niveau de l'équipe. Au terme de la saison, de la Rosa est vingt-cinquième et dernier du championnat du monde : son coéquipier indien, bien que largement dominé, le devance grâce à une quinzième place à Monaco. Pedro de la Rosa n'en reste pas moins fier de ses résultats obtenus et se félicite des « efforts accomplis par l'équipe depuis la non-qualification au premier Grand Prix »,.
Titulaire d'un contrat pour 2013, son avenir en Formule 1 s'assombrit fin 2012 lorsque le groupe Thesan Capital, propriétaire de l'écurie, annonce son souhait de se séparer de l'équipe et cherche un repreneur. Pedro de la Rosa lui-même semble très pessimiste quant à la présence de l'équipe en 2013 malgré des rumeurs de reprise par Scorpion Racing, un consortium nord-américain,. De fait, l'écurie HRT Formula One Team est liquidée et laisse alors Pedro de la Rosa sans volant.

#### 2013-2014: pilote d'essais chez Ferrari

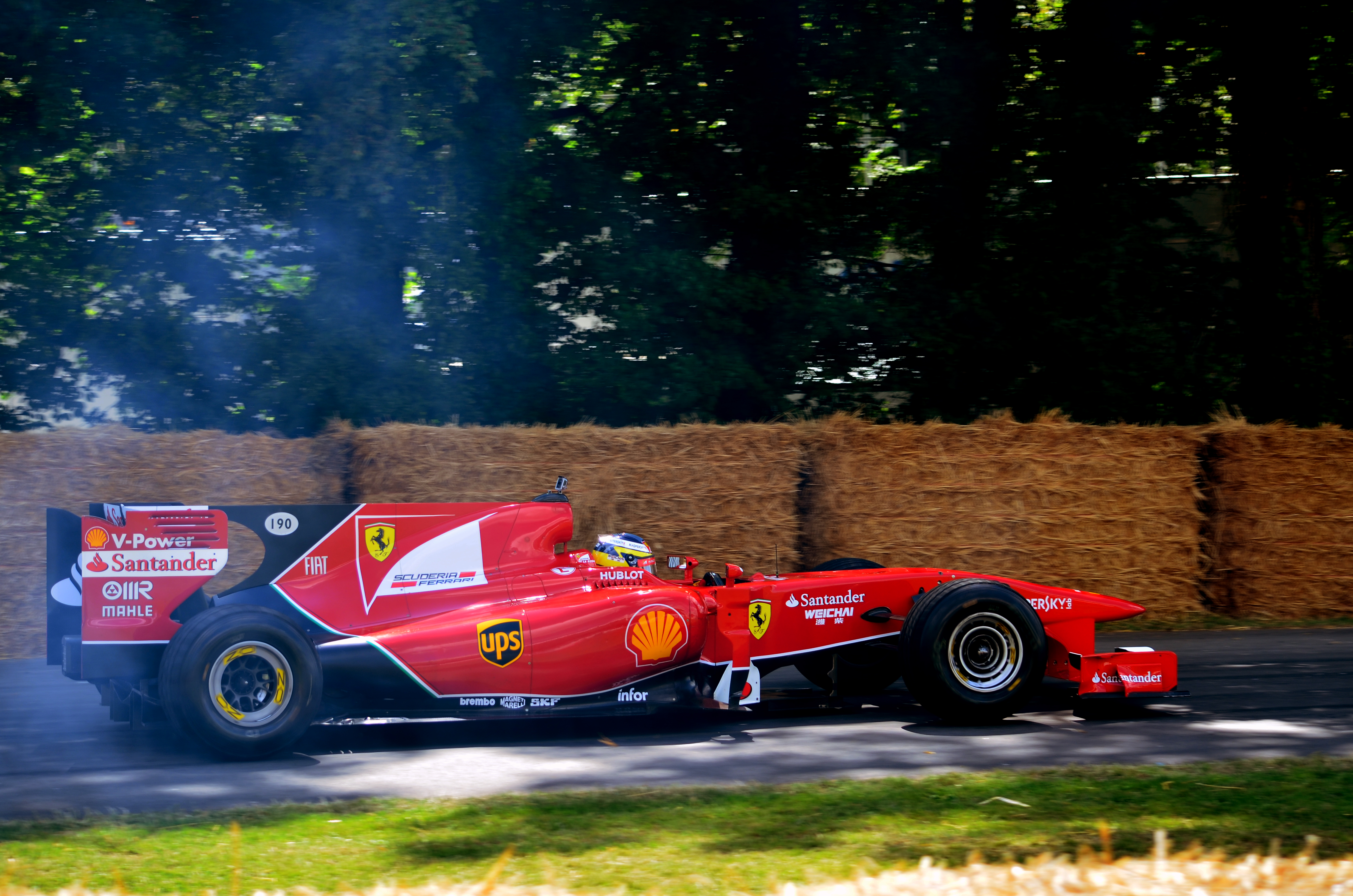
Pedro de la Rosa au volant de la Ferrari F10, dans le cadre d'une démonstration à Goodwood, en 2014.

Le 16 janvier 2013, la Scuderia Ferrari recrute Pedro de la Rosa comme pilote d'essai, aux côtés de Marc Gené, Giancarlo Fisichella et Davide Rigon. Fort de son expérience acquise chez McLaren, il participe au développement de la nouvelle monoplace, principalement en simulateur,.
Lors du Grand Prix de Grande-Bretagne, cinq voitures sont victimes d'éclatements de pneus. Une polémique s'ensuit, le manufacturier Pirelli étant accusé de produire des pneus trop dangereux ; l'association des pilotes, présidée par de la Rosa, menace de boycotter le Grand Prix suivant, en Allemagne, si les problèmes persistent. Pirelli revenant aux spécifications techniques précédentes qui ne posaient pas de souci, le GPDA lève ses menaces de boycott,,.
Fernando Alonso s'étant blessé au dos au Grand Prix d'Abou Dabi 2013, des rumeurs annoncent de la Rosa comme son remplaçant pour le Grand Prix des États-Unis ; Alonso tient finalement sa place, et termine cinquième de l'épreuve.
En parallèle à sa carrière de pilote, de la Rosa rejoint Antena 3, la chaîne de télévision qui diffuse les Grands Prix en Espagne, en tant que commentateur et consultant.
Reconduit chez la Scuderia pour la saison 2014, il déclare, en octobre 2013, après avoir pris connaissance des plans de la future Ferrari, que les monoplaces à venir seront « moches ».

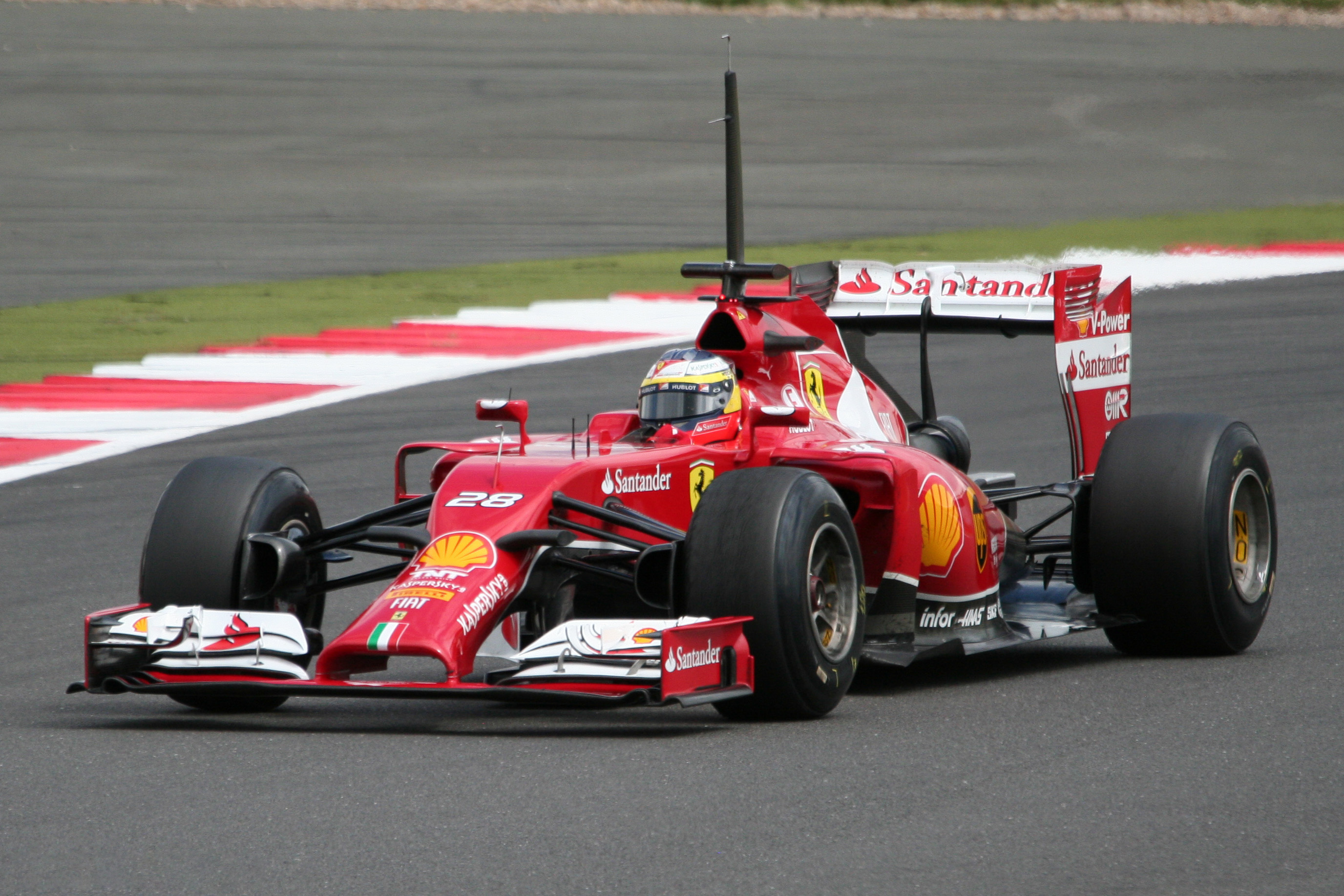
Pedro de la Rosa sur le circuit de Silverstone en juillet 2014, en remplacement de Kimi Räikkönen.

Il annonce, lors du premier Grand Prix de la saison, qu'il souhaite quitter son poste de président de la Grand Prix Drivers' Association. L'Autrichien Alexander Wurz le remplace, début octobre 2014.
Au Grand Prix de Grande-Bretagne 2014, Kimi Räikkönen sort de la piste dans le premier tour de course et subit un impact mesuré à 47 g. Évacué vers le centre médical du circuit, les médecins ne l'autorisent pas à participer aux essais de Silverstone qui se tiennent deux jours plus tard à cause de ses contusions aux genoux et aux chevilles. Pedro de la Rosa et Jules Bianchi sont chargés de le suppléer pour les deux journées. L'Espagnol a ainsi l'occasion de piloter pour la première fois la Ferrari F14 T après ses nombreuses heures de simulateur. De la Rosa se concentre spécifiquement sur le comportement des pneumatiques Pirelli qui équiperont les monoplaces en 2015. Malgré des problèmes de refroidissement et de fuite d'eau, de la Rosa se déclare satisfait de la voiture.

#### Fin de carrière en Formule 1 et projets de reconversion (depuis 2015)
En décembre 2014, l'importante restructuration de la Scuderia Ferrari conduit à son remplacement par Jean-Éric Vergne.
Évoqué un temps en tant que pilote d'essai chez Mercedes Grand Prix, de la Rosa admet, en mai 2015 en marge du Grand Prix d'Espagne, que « sa carrière en Formule 1 est probablement terminée » et qu'il se tourne « vers des projets liés à d'autres catégories plus adaptées à son âge [44 ans]  comme l'endurance »,. En juillet 2015, Pedro de la Rosa effectue plusieurs tests avec une Formule E du Team Aguri, engagé dans le championnat de Formule E FIA ; toutefois, de la Rosa déclare : « Ce ne sont que les débuts. Si je le fais, ce sera à 100 %. Je dois encore apprendre, mais c'est pourquoi j'ai réalisé ce test. Nous verrons ce qui se passera après. ».
Début 2016, Pedro de la Rosa effectue des tests sur le circuit de Barcelone pour le compte de son écurie Drivex. Il pilote une Audi R8 LMS Ultra en compagnie de Zoltan Fekete, Dominik Fekete et Anna Rathe. Fin 2017, il participe aux 24 Heures karting de Dubaï, avec notamment son ami Fernando Alonso, pour terminer finalement dixième de l'épreuve.
Le 12 avril 2018, il est nommé conseiller technique et sportif de l'équipe chinoise Techeetah, pour le championnat de Formule E FIA, à partir de l'ePrix de Rome de la saison 2017-2018. Le pilote espagnol décrit son rôle : « Pour faire court, j'aide l'équipe pour la performance, quel que soit le domaine. À la fois sur le côté sportif dans la relation avec les pilotes, et à la fois sur le côté technique avec la performance de la voiture elle-même. ». L'équipe parle d'un homme « apportant son expérience aux pilotes mais aussi à la division technique. Il fait désormais partie intégrante du développement et de la stratégie de l’équipe. ». Remportant le titre des Pilotes cette année-là avec Jean-Éric Vergne, Techeetah s'allie avec le constructeur français DS Automobiles sur le long terme. Le pilote français remporte son deuxième titre mondial consécutif lors de la saison 2018-2019, permettant à DS Techeetah de remporter le titre Constructeurs avec son coéquipier André Lotterer,.

## Vie privée
Pedro de la Rosa est marié à Maria Reyes Ventos,. Leur premier enfant, Georgina, est née le 21 janvier 2003 à Barcelone ; ils ont deux autres filles, Olivia et Luna.
Il a vécu, pendant plusieurs années avec sa famille, à Zurich en Suisse.
Il aime le ski de fond, le cyclisme ainsi que les hélicoptères radiocommandés.
En 2003, il fonde l'écurie de sport automobile Drivex avec Miguel Ángel de Castro. Engagé en Euroformula Open depuis 2009 avec plusieurs victoires, l'écurie participe également au championnat d'Espagne de Formule 4 à sa création en 2016. En 2019, il s'associe à Fernando Alonso en Formula Renault Eurocup sous l'appellation FA by Drivex.
En 2011, il est sollicité, avec Fernando Alonso et Marc Gené, dans le cadre d'une campagne promotionnelle de la banque Santander. Quatre ans plus tard, il fait partie des invités du double champion du monde, au même titre qu'Éric Boullier et Flavio Briatore, pour inaugurer le « Musée Fernando Alonso », ainsi que sa piste de karting.
La carrière sportive de Pedro de la Rosa est gérée par Jakobi, l'agence multisports de Julian Jakobi.

## Image publique

### Style et personnalité

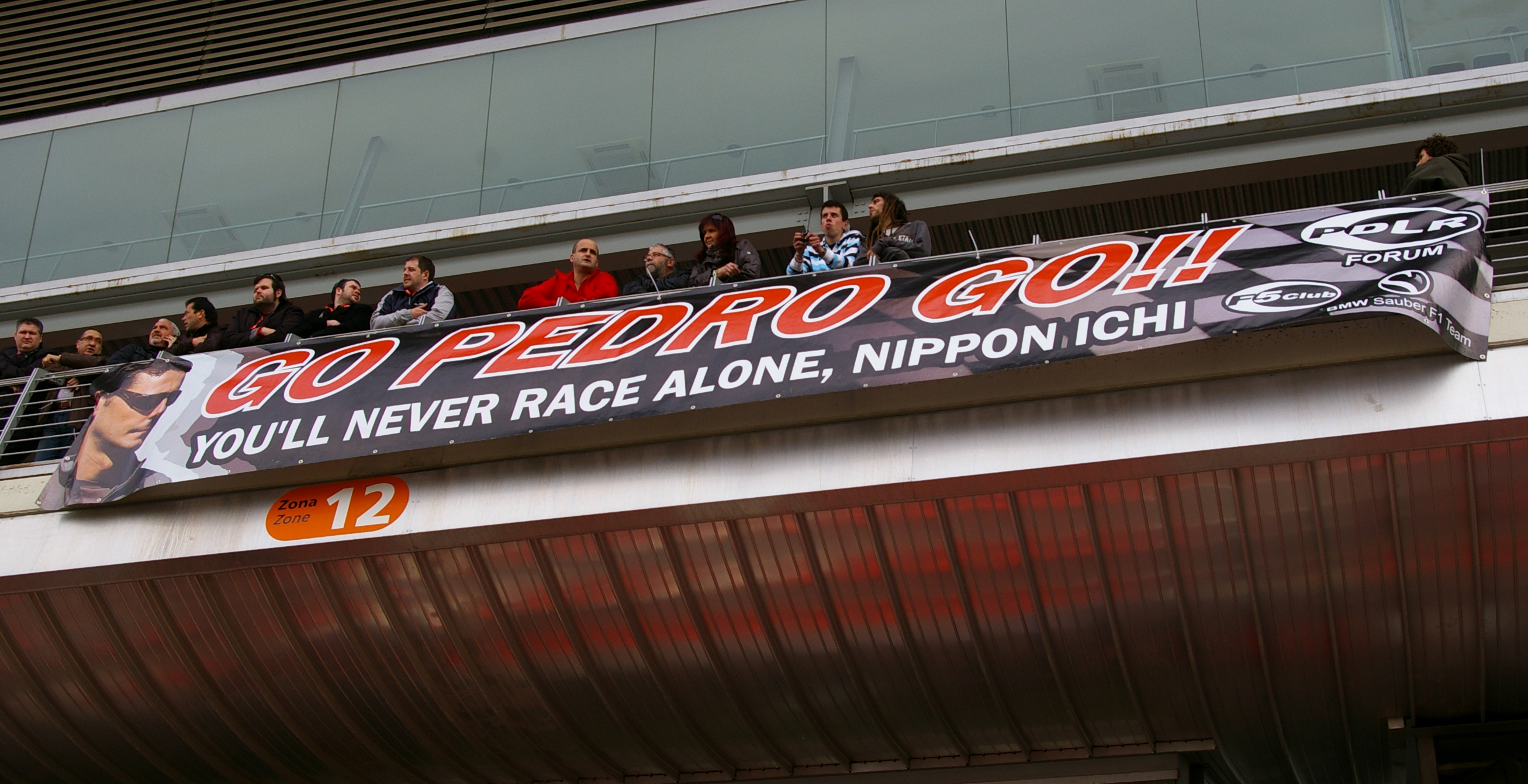
Supporters de Pedro de la Rosa au circuit de Barcelone-Catalogne en 2010.

En 2001, quand de la Rosa quitte l'écurie Prost Grand Prix pour celle du Jaguar Racing, Lionel Froissart écrit que le pilote « est déjà catalogué comme un spécialiste des coups tordus ». Le journaliste décrit un homme qui « ne compte pas que des amis parmi les pilotes », considéré comme discret par certains membres du paddock ou distant par d'autres. Il est qualifié de pilote coriace et difficile à dépasser. Lors d'une interview en 2006, de la Rosa se définit comme quelqu'un de « fort physiquement ».
Lors de son intérim chez McLaren Racing pour la fin de la saison 2006, des observateurs espagnols se félicitent de sa venue qui permet de relâcher la pression médiatique exercée sur un Fernando Alonso en quête d'un troisième titre de champion du monde. Martin Whitmarsh, le directeur exécutif de l'écurie McLaren confie en avril 2008 que le pilote a un rôle majeur dans le développement de l'écurie et qu'« il ne faut pas négliger Pedro de la Rosa et son importante expérience ».
De la Rosa est également favorable au développement de la lutte antidopage. Après un contrôle lors des essais libres du Grand Prix de Turquie 2006, il se prononce pour la généralisation des tests à chaque course d'une saison « pour montrer que nous sommes un sport propre ».
Étant l'un des rares pilotes à avoir roulé sur trois décennies de la fin des années 1990 jusqu'au début des années 2010, de la Rosa est plus apprécié pour ses qualités de metteur au point acquises lors de ses nombreuses années de pilote de développement, que pour sa pointe de vitesse.
Bien qu'il n'ait pas été le plus populaire des pilotes, l'Espagnol est élu à l'unanimité par ses pairs, en 2008 puis en 2012, au poste de président de la Grand Prix Drivers' Association, l'association des pilotes, qui a pour principal objectif la sécurité des pilotes sur les circuits. Même si le GPDA ne dispose d'aucun pouvoir décisionnel, cette association « rend [les pilotes] très fort[s] » selon de la Rosa. Ses mandats n'ont pas été émaillés d'importants incidents ou accidents, et comme il l'avait déclaré lors de sa prise de fonction en 2008, il a toujours œuvré en coopération avec la Fédération internationale de l'automobile pour une meilleure sécurité.

### Engagements associatifs
Au début du mois de novembre 2005, il fait partie de la seconde édition d'une course de karting en Colombie organisée par la Formula Smiles Fondation, une association caritative fondée par Juan Pablo Montoya et son épouse aidant les enfants défavorisés du pays.

## Résultats en compétition automobile

### Palmarès
- 1983 : Champion d'Europe en voiture radio-commandées en 1:8 off-road
- 1984 : Champion d'Europe en voiture radio-commandées en 1:8 off-road
- 1986 : Vice-champion du monde en voiture radio-commandées en 1:8 off-road
- 1988 : Champion de Catalogne de karting
- 1989 : Champion d'Espagne de Formule Fiat Uno
- 1990 : Champion d'Espagne de Formule Ford 1600
- 1992 : Champion de Grande-Bretagne et d'Europe de Formule Renault
- 1995 : Champion du Japon de Formule 3
- 1997 : Champion de Formula Nippon et de Super GT

### Résultats en sport automobile
| Saison | Compétition                                       | Équipe                     | Courses | Pole positions | Victoires | Points inscrits | Classement |
| ------ | ------------------------------------------------- | -------------------------- | ------- | -------------- | --------- | --------------- | ---------- |
| 1989   | Championnat d'Espagne de Formule Fiat Uno         | Ofensiva Uno               | 7       |                | 2         |                 | Champion   |
| 1990   | Championnat d'Espagne de Formule Ford 1600        | Racing for Spain           | 10      |                | 8         |                 | Champion   |
| 1990   | Coupe du monde de Formule Ford                    | Racing for Spain           |         |                |           |                 | Finaliste  |
| 1991   | Formule Renault                                   | Racing for Spain           | 10      |                |           |                 | 4e         |
| 1992   | Championnat de Grande-Bretagne de Formule Renault | Racing for Spain           | 14      |                | 3         |                 | Champion   |
| 1992   | Eurocup Formula Renault 2.0                       | Racing for Spain           | 3       |                | 2         |                 | Champion   |
| 1993   | Championnat de Grande-Bretagne de Formule 3       | Racing for Spain           | 17      |                |           |                 | 6e         |
| 1994   | Championnat de Grande-Bretagne de Formule 3       | Racing for Spain           | 17      |                |           |                 | -          |
| 1995   | Championnat du Japon de Formule 3                 | TOM'S                      | 9       | 8              | 8         | 54              | Champion   |
| 1996   | Formula Nippon                                    | Team Nova                  | 10      | 0              | 0         | 13              | 8e         |
| 1997   | Formula Nippon                                    | Team Nova                  | 10      | 6              | 6         | 82              | Champion   |
| 1997   | Super GT                                          | Castrol TOM'S Toyota Supra |         |                | 2         | 67              | Champion   |

### Résultats en championnat du monde de Formule 1
- Débuts en Formule 1 le 7 mars 1999 au Grand Prix d'Australie, sur le circuit de Melbourne (6e).
- 1 meilleur tour en course, 1 podium (2e) ;
- 4 517 tours et 22 385 km parcourus ;

| Saison | Écurie                | Châssis | Moteur            | Pneus       | GP disputés | Records du tour | Podiums | Dans les points | Abandons | Points inscrits | Classement |
| ------ | --------------------- | ------- | ----------------- | ----------- | ----------- | --------------- | ------- | --------------- | -------- | --------------- | ---------- |
| 1999   | Repsol Arrows         | A20     | Arrows V10        | Bridgestone | 16          | 0               | 0       | 1               | 11       | 1               | 17e        |
| 2000   | Arrows F1 Team        | A21     | Supertec V10      | Bridgestone | 17          | 0               | 0       | 2               | 11       | 2               | 15e        |
| 2001   | Jaguar Racing         | R2      | Ford Cosworth V10 | Michelin    | 13          | 0               | 0       | 2               | 6        | 3               | 16e        |
| 2002   | Jaguar Racing         | R3      | Ford Cosworth V10 | Michelin    | 17          | 0               | 0       | 0               | 9        | 0               | 21e        |
| 2005   | Team McLaren Mercedes | MP4-20  | Mercedes V10      | Michelin    | 1           | 1               | 0       | 1               | 0        | 4               | 19e        |
| 2006   | Team McLaren Mercedes | MP4-21  | Mercedes V8       | Michelin    | 8           | 0               | 1       | 5               | 2        | 18              | 11e        |
| 2010   | BMW Sauber F1 Team    | C29     | Ferrari V8        | Bridgestone | 13          | 0               | 0       | 1               | 6        | 6               | 17e        |
| 2011   | Sauber F1 Team        | C30     | Ferrari V8        | Pirelli     | 1           | 0               | 0       | 0               | 0        | 0               | 20e        |
| 2012   | HRT Formula 1 Team    | F112    | Cosworth V8       | Pirelli     | 19          | 0               | 0       | 0               | 2        | 0               | 25e        |

| Saison | Écurie                | Châssis        | Moteur                   | Pneus | 1       | 2       | 3        | 4       | 5       | 6       | 7       | 8       | 9       | 10      | 11     | 12      | 13      | 14      | 15      | 16      | 17      | 18     | 19     | 20     | Classement | Points inscrits |
| --- | --------------------- | -------------- | ------------------------ | ----- | ------- | ------- | -------- | ------- | ------- | ------- | ------- | ------- | ------- | ------- | ------ | ------- | ------- | ------- | ------- | ------- | ------- | ------ | ------ | ------ | ---------- | --------------- |
| 1999 | Repsol Arrows         | Arrows A20     | Arrows T2-F1 3.0 V10     | B     | AUS 6   | BRÉ Abd | SMR Abd  | MON Abd | ESP 11  | CAN Abd | FRA 11  | GBR Abd | AUT Abd | ALL Abd | HON 15 | BEL Abd | ITA Abd | EUR Abd | MAL Abd | JAP 13  |         |        |        |        | 18e        | 1               |
| 2000 | Arrows F1 Team        | Arrows A21     | Supertec FB02 3.0 V10    | B     | AUS Abd | BRÉ 8   | SMR Abd  | GBR Abd | ESP Abd | EUR 6   | MON Abd | CAN Abd | FRA Abd | AUT Abd | ALL 6  | HON 16  | BEL 16  | ITA Abd | USA Abd | JAP 12  | MAL Abd |        |        |        | 16e        | 2               |
| 2001 | Jaguar Racing         | Jaguar R2      | Cosworth CR-3 3.0 V10    | M     | AUS     | MAL     | BRÉ      | SMR     | ESP Abd | AUS Abd | MON Abd | CAN 6   | EUR 8   | FRA 14  | GBR 12 | ALL Abd | HON 11  | BEL Abd | ITA 5   | USA 12  | JAP Abd |        |        |        | 16e        | 3               |
| 2002 | Jaguar Racing         | Jaguar R3      | Cosworth CR-3 3.0 V10    | M     | AUS 8   | MAL 10  | BRÉ 8    | SMR Abd | ESP Abd | AUT Abd | MON 10  | CAN Abd | EUR 11  |         |        |         |         |         |         |         |         |        |        |        | 21e        | 0               |
| 2002 | Jaguar Racing         | Jaguar R3B     | Cosworth CR-4 3.0 V10    | M     |         |         |          |         |         |         |         |         |         | GBR 11  | FRA 9  | ALL Abd | HON 13  | BEL Abd | ITA Abd | USA Abd | JAP Abd |        |        |        | 21e        | 0               |
| 2005 | Team McLaren Mercedes | McLaren MP4-20 | Mercedes FO 110R 3.0 V10 | M     | AUS     | MAL     | BHR 5    | SMR     | ESP     | MON     | EUR     | CAN     | USA     | FRA     | GBR    | ALL     | HON     | TUR     | ITA     | BEL     | BRÉ     | JAP    | CHN    |        | 20e        | 4               |
| 2006 | Team McLaren Mercedes | McLaren MP4-21 | Mercedes FO 108S 2.4 V8  | M     | BHR     | MAL     | AUS      | SMR     | EUR     | ESP     | MON     | GBR     | CAN     | USA     | FRA 7  | ALL Abd | HON 2   | TUR 5   | ITA Abd | CHI 5   | JAP 11  | BRÉ 8  |        |        | 11e        | 19              |
| 2010 | BMW Sauber F1 Team    | BMW Sauber C29 | Ferrari 056 2.4 V8       | B     | BHR Abd | AUS 12  | MAL N.p. | CHI Abd | ESP Abd | MON Abd | TUR 11  | CAN Abd | EUR 12  | GBR Abd | ALL 14 | HON 7   | BEL 11  | ITA 14  | SIN     | JAP     | COR     | BRÉ    | ABU    |        | 17e        | 6               |
| 2011 | Sauber F1 Team        | Sauber C30     | Ferrari 056 2.4 V8       | P     | AUS     | MAL     | CHI      | TUR     | ESP     | MON     | CAN 12  | EUR     | GBR     | ALL     | HON    | BEL     | ITA     | SIN     | JAP     | COR     | IND     | ABU    | BRÉ    |        | 20e        | 0               |
| 2012 | HRT Formula 1 Team    | Hispania F112  | Cosworth CA2012 V8       | P     | AUS NQ  | MAL 21  | CHI 21   | BHR 20  | ESP 19  | MON Abd | CAN Abd | EUR 17  | GBR 20  | ALL 21  | HON 22 | BEL 18  | ITA 18  | SIN 17  | JAP 18  | COR Abd | IND Abd | ABU 17 | USA 21 | BRÉ 17 | 25e        | 0               |
| Légende : - Deuxième place - Points obtenus - Course terminée, avec aucun point - Abandon - Non qualifié - Participation uniquement aux essais libres |                       |                |                          |       |         |         |          |         |         |         |         |         |         |         |        |         |         |         |         |         |         |        |        |        |            |                 |